# Melodifestivalen 2025
Melodifestivalen 2025 — 65-й випуск шведського музичного конкурсу Melodifestivalen, організований Sveriges Television (SVT), що пройшов протягом шести тижнів з 1 лютого до 8 березня 2025 року. Ведучими шоу стали Едвін Тернблом та Крістіна Петрушина.
Перемогу на Melodifestivalen 2025 здобув фінський шведськомовний гурт KAJ з піснею «Bara bada bastu», що представив Швецію на Пісенному конкурсі Євробачення 2025, де посів 4 місце.

## Формат

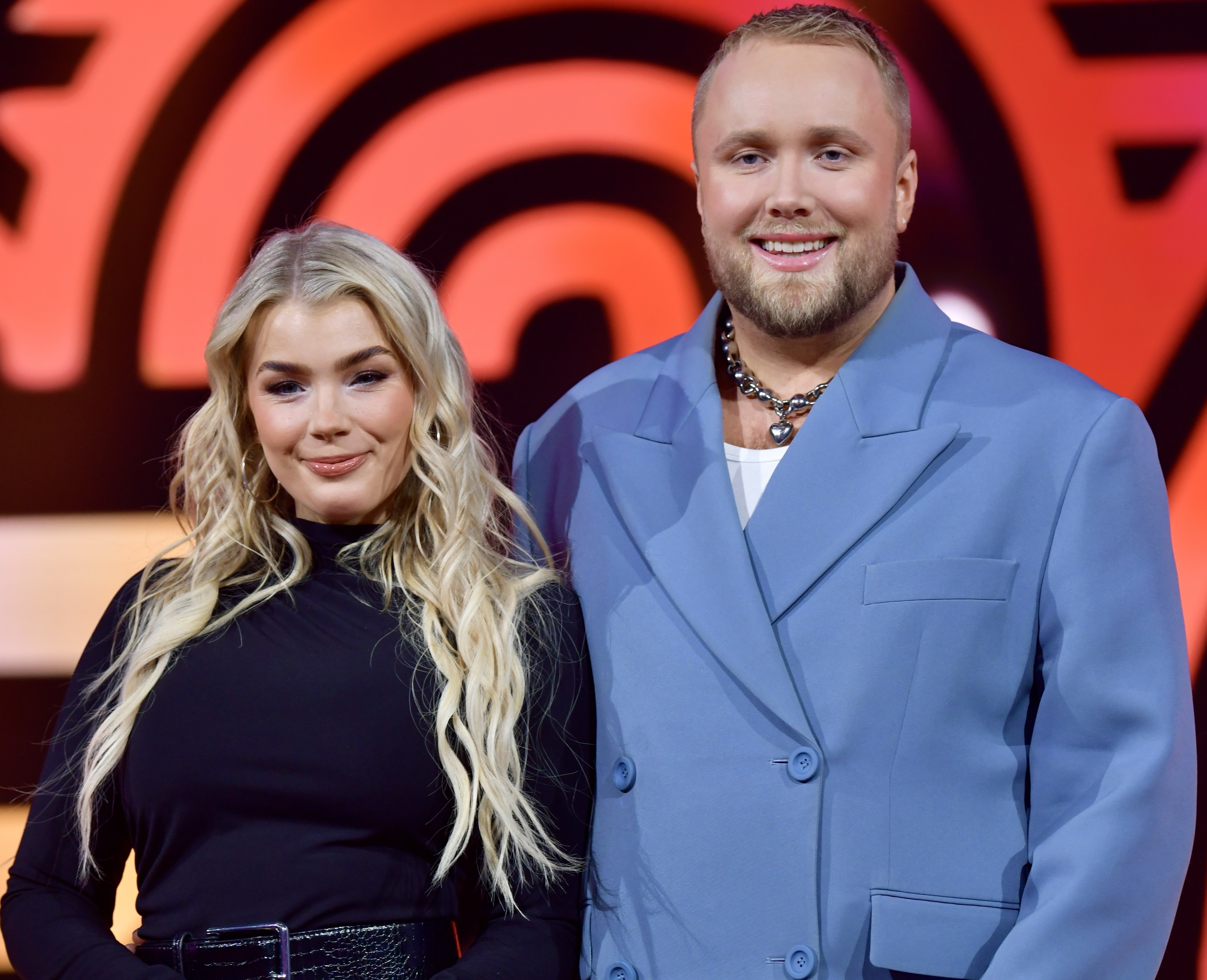
та – ведучі Melodifestivalen 2025

Melodifestivalen 2025 відбувся в рамках шести щотижневих концертів у шести містах Швеції (Лулео, Гетеборг, Вестерос, Мальме, Єнчепінг і Стокгольм). 7 листопада 2024 року Едвін Тернблом і Крістіна Петрушина були оголошені ведучими конкурсу.
22 серпня 2024 року стало відомо про зміни у форматі проведення цьогорічного Melodifestivalen. Загалом у змаганнях брали участь 30 пісень у п'яти півфіналах. Кожен півфінал складався з 6 пісень, з яких дві найкращі безпосередньо потрапляли до фіналу. На відміну від попереднього Melodifestivalen, лише пісня, яка посіла третє місце у півфіналах, потрапила до фінального кваліфікаційного раунду в кінці п'ятого півфіналу, у якому було 5 пісень замість 10. Дві найкращі пісні у фінальній кваліфікації потрапили до фіналу, який складався з 12 пісень. Переможець фіналу визначався за звичайною комбінацією 50/50 голосів від публіки та міжнародного журі.
Уперше після того, як 2002 року був запроваджений формат Melodifestivalen з кількома шоу, конкурсні пісні були опубліковані на потокових платформах за день до їхнього відповідного виступу на конкурсі. Раніше заявки, які кваліфікувалися до фіналу, не могли бути випущені до завершення останнього півфіналу, тоді як ті, хто кваліфікувався у «Другий шанс» (відомий протягом багатьох років під різними назвами), і заявки, які вибули, могли бути випущені після трансляції півфіналів, у яких змагалися.

### Місця проведення
- Півфінал 1 – 1 лютого 2025, Лулео, Coop Norrbotten Arena[5].
- Півфінал 2 – 8 лютого 2025, Гетеборг, Скандинавіум[5].
- Півфінал 3 – 15 лютого 2025, Вестерос, ABB Arena[5].
- Півфінал 4 – 22 лютого 2025, Мальме, Мальме-Арена[5].
- Півфінал 5, Фінальна кваліфікація – 1 березня 2025, Єнчепінг, Husqvarna Garden[5].
- Фінал – 8 березня 2025, Стокгольм, Френдз-Арена[5].

## Учасники
Процес прийому пісень на Melodifestivalen 2025 тривав із 23 серпня до 13 вересня 2024 року. Загалом було подано 2794 пісні. 26 листопада SVT, шведський національний мовник, оприлюднив список 30 учасників конкурсу:
| Учасник                | Пісня                           | Автори пісень                                                                                            |
| ---------------------- | ------------------------------- | --- |
| Адріан Макеус          | «Vår första gång»               | Адам «Rymdpojken» Енглунд Адріан Б'єрклунд Адріан Макеус Уго Геєр Перссон Вільям Перленског              |
| Альбін Йонсен feat. Pa | «Upp i luften»                  | Альбін Йонсен Крістоффер Балазік Fernand MP Маттіас Андреассон Па Моду                                   |
| AmenA                  | «Do Good Be Better»             | Амена Сандра Б'юрман Стефан Ерн                                                                          |
| Андреас Лундстедт      | «Vicious»                       | Андреас Лундстедт Діно Меданходжич Лорелл Баркер Liamoo                                                  |
| Ангеліно               | «Teardrops»                     | Джиммі «Joker» Торнфельдт Джой Деб Ліннея Деб Тусін Чіза                                                 |
| Анніка Вікігальдер     | «Life Again»                    | Анніка Вікігальдер Герман Гардарфве Патрік Жан                                                           |
| Arvingarna             | «Ring baby ring»                | Стефан Брунзель Thomas G:son                                                                             |
| Arwin                  | «This Dream of Mine»            | Андерз Вретов Арвін Ісмаїл Джиммі «Joker» Торнфельдт Джулі «Kill J» Аагаард Пітер Бострем                |
| Б'єрн Голмгрен         | «Rädda mig»                     | Б'єрн Голмгрен Девід Ліндгрен Захаріас Єнс Гульт                                                         |
| Dolly Style            | «Yihaa»                         | Каролін Аронссон Девід Ліндгрен Захаріас Герман Гардарфве Мелані Вегбе Мікаела Самуельссон Патрік Жан    |
| Елла Тірітіелло        | «Bara du är där»                | Адам «Rymdpojken» Енглунд Давід Б'єрк Лорін Тальяуї                                                      |
| Ерік Сегерcтедт        | «Show Me What Love Is»          | Ерік Зегерстедт Маттіас Андреассон Понтус Содерман                                                       |
| Фредрік Лундман        | «The Heart of a Swedish Cowboy» | Ерік Бернгольм Мая Франціс Thomas G:son                                                                  |
| Greczula               | «Believe Me»                    | Аманда Норделіус Йон Рассел Крістофер Грецула                                                            |
| Йон Лундвік            | «Voice of the Silent»           | Їммі Янссон Йон Лундвік Петер Бострем Thomas G:son                                                       |
| KAJ                    | «Bara bada bastu»               | Андерз Вретов Аксель Охман Якоб Норргард Кевін Голмстрем Крістоффер Страндберг Роберт Сковронський       |
| Каліффа                | «Salute»                        | Андерз Вретов Якоб «Big Brain» Малмлоф Джиммі «Joker» Торнфельдт Каліффа Карлссон Роберт Сковронський    |
| Клара Гаммарстрем      | «On and On and On»              | Діно Меданходжич Jimmy Jansson Клара Гаммарстрем Моа «Cazzi Opeia» Карлебекер Пітер Бострем Thomas G:son |
| Ліннея Генрікссон      | «Den känslan»                   | Давід Ліндгрен Захаріас Ліннея Генрікссон Себастіан Атас                                                 |
| Мая Іварссон           | «Kamikaze Life»                 | Андрес «Giri» Ліндберг Джиммі «Joker» Торнфельдт Джой Деб Ліннея Деб Мая Іварссон                        |
| Малу Приц              | «24K Gold»                      | Андерз Вретов Джиммі «Joker» Торнфельдт Джулі «Kill J» Аагаард Малу Приц                                 |
| Монс Сельмерлев        | «Revolution»                    | Давід Ліндгрен Захаріас Монс Сельмерлев Ола Свенссон Себастіан Атас                                      |
| Мейра Омар             | «Hush Hush»                     | Андерз Вретов Діно Меданходжич Лорелл Баркер Мейра Омар                                                  |
| Nomi Tales             | «Funniest Thing»                | Адам Брейтгольц Герман Гардарфве Якоб Лундаль Номі Бонтегард Саймон Вайдерс'є                            |
| Сага Людвігссон        | «Hate You So Much»              | Герман Гардарфве Ліза Десмонд Сага Людвігссон                                                            |
| Scarlet                | «Sweet n' Psycho»               | Андерз Вретов Діно Меданходжич Джиммі «Joker» Торнфельдт Скарлет Гантс Thirsty                           |
| SCHLAGERZ              | «Don Juan»                      | Анна Енг Мікаель Карлссон                                                                                |
| Tennessee Tears        | «Yours»                         | Гевін Джонс Йонас Германссон Пер Вестерлунд Тільда Феук                                                  |
| Вікторія Сільвстедт    | «Love It!»                      | Їммі Янссон Thomas G:son                                                                                 |
| Вільгельм Бухаус       | «I'm Yours»                     | Еліас Едман Йонатан Лахті Сімон Александер Ворд Вільгельм Бухаус                                         |

### Повторна участь
14 із 30 виконавців на Melodifestivalen 2025 уже брали участь у конкурсі в минулому. Троє з них навіть представляли Швецію на Євробаченні, а один – Швейцарію на Євробаченні.
| Учасники           | Роки                                                                    |
| ------------------ | ----------------------------------------------------------------------- |
| Альбін Йонсен      | 2016, 2020                                                              |
| Андреас Лундстедт  | 1996, 1997, 2003, 2005, 2007, 2009, 2010, 2012, 2014 & Євробачення 2006 |
| Ангеліно           | 2022                                                                    |
| Анніка Вікігальдер | 2024                                                                    |
| Arvingarna         | 1993, 1995, 1999, 2002, 2019, 2021                                      |
| Dolly Style        | 2015, 2016, 2019                                                        |
| Ерік Сегерcтедт    | 2009, 2013                                                              |
| Йон Лундвік        | 2018, 2019, 2022 & Євробачення 2019                                     |
| Клара Гаммарстрем  | 2020, 2021, 2022                                                        |
| Малу Приц          | 2019, 2020, 2022                                                        |
| Монс Сельмерлев    | 2007, 2009, 2015 & Євробачення 2015                                     |
| Па Муду Баджі      | 2014, 2016, 2023                                                        |
| Scarlet            | 2024                                                                    |
| Tennessee Tears    | 2023                                                                    |

## Півфінал 1

### Результати
Перший півфінал відбувся 1 лютого 2025 року в місті Лулео на Coop Norrbotten Arena. 2 643 000 глядачів переглянули півфінал у прямому ефірі. Глядачами загалом було віддано 8 894 468 голосів із використанням 528 263 пристроїв, а для шведської гуманітарної організації Radiohjälpen було зібрано 405 655 шв. крон (SEK).
     фінал      фінальна кваліфікація
| № | Учасник                | Пісня                 | Раунд 1   | Раунд 1 | Раунд 1 | Раунд 2 | Раунд 2    | Раунд 2 | Результат  |
| № | Учасник                | Пісня                 | Голоси    | Бали    | Місце   | Голоси  | Усі голоси | Місце   | Результат  |
| - | ---------------------- | --------------------- | --------- | ------- | ------- | ------- | ---------- | ------- | ---------- |
| 1 | Альбін Йонсен feat. Pa | «Upp i luften»        | 1 089 032 | 45      | 4       | 596 636 | 1 685 668  | 3       | Вибули     |
| 2 | Мая Іварссон           | «Kamikaze Life»       | 1 115 693 | 67      | 2       | 683 513 | 1 799 206  | 1       | Фінал      |
| 3 | Йон Лундвік            | «Voice of the Silent» | 1 355 309 | 86      | 1       | –       | –          | –       | Фінал      |
| 4 | Мейра Омар             | «Hush Hush»           | 1 068 752 | 58      | 3       | 647 625 | 1 716 377  | 2       | Фін. квал. |
| 5 | Адріан Макеус          | «Vår första gång»     | 879 946   | 30      | 5       | 455 470 | 1 335 416  | 4       | Вибув      |
| 6 | Ліннея Генрікссон      | «Den känslan»         | 660 354   | 26      | 6       | 342 138 | 1 002 492  | 5       | Вибула     |

### Галерея

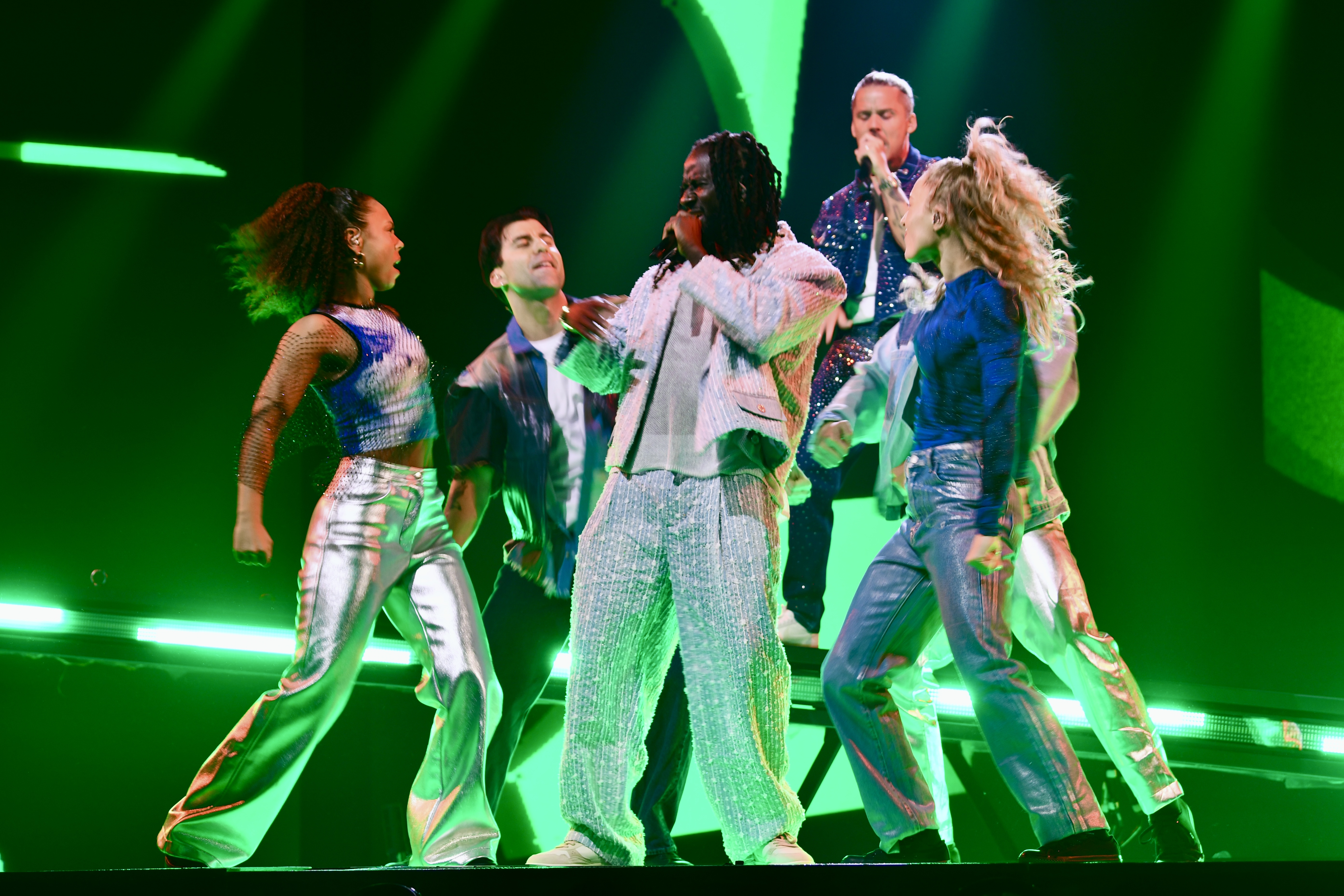
Альбін Йонсен feat. Pa
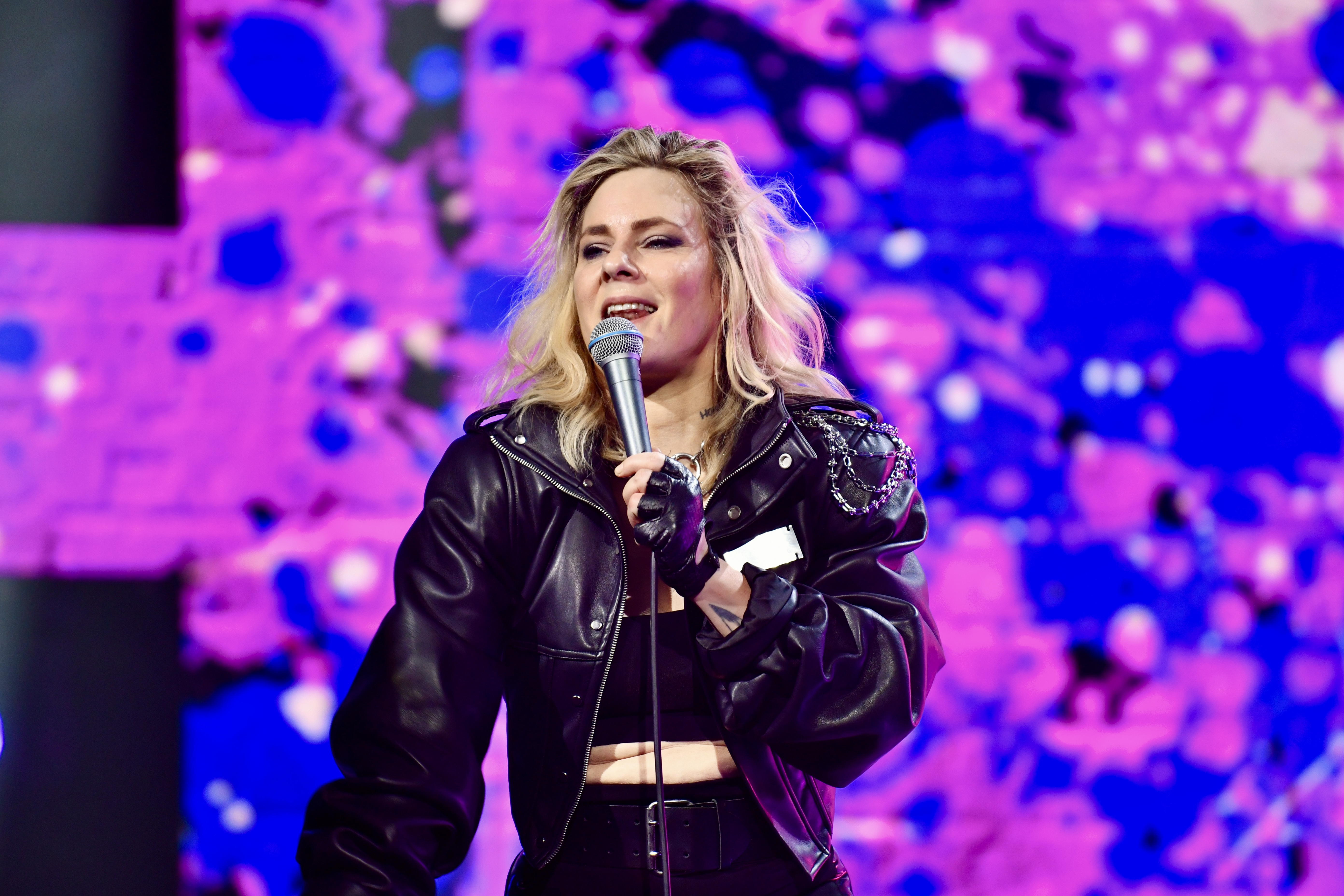
Мая Іварссон
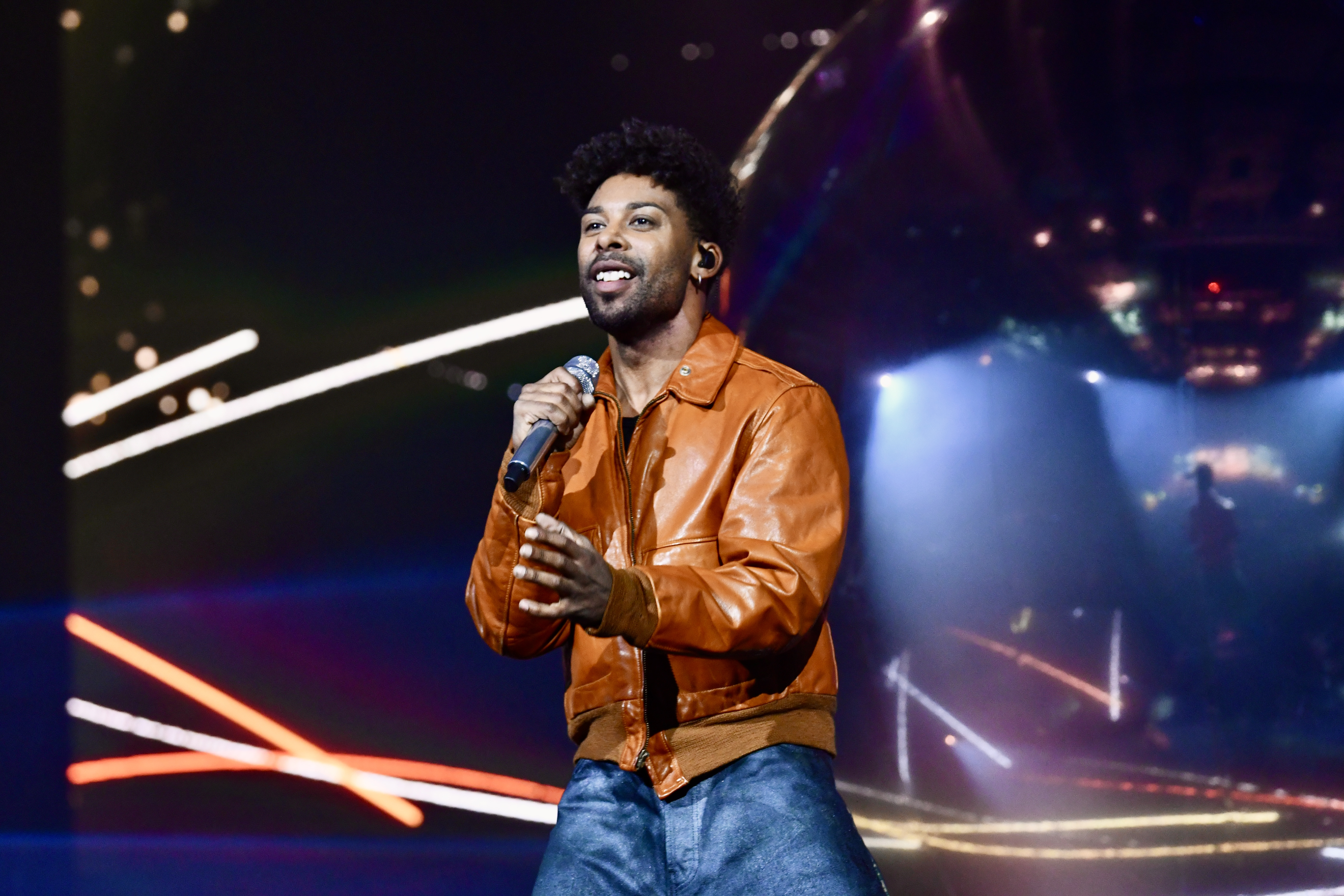
Йон Лундвік
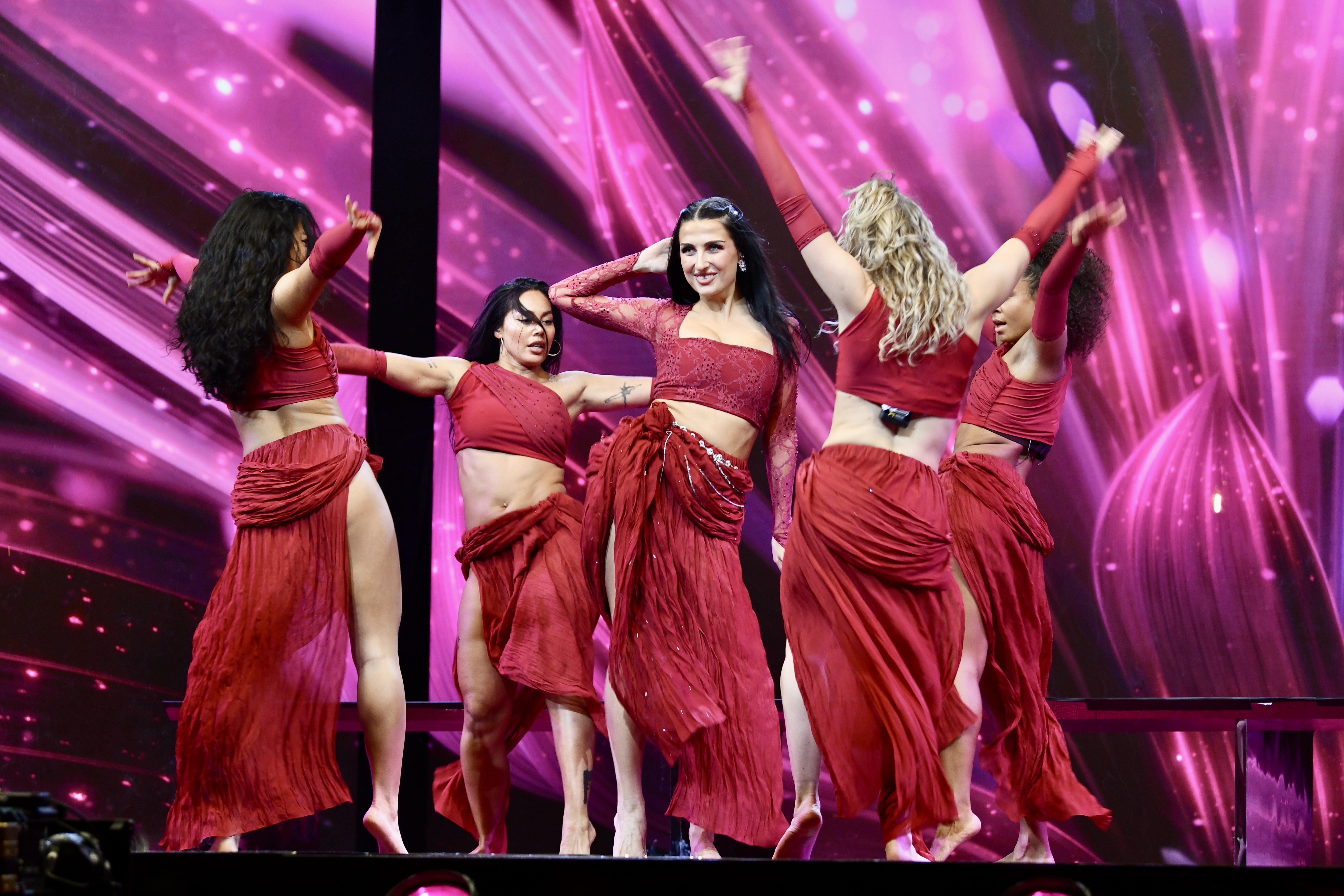
Мейра Омар
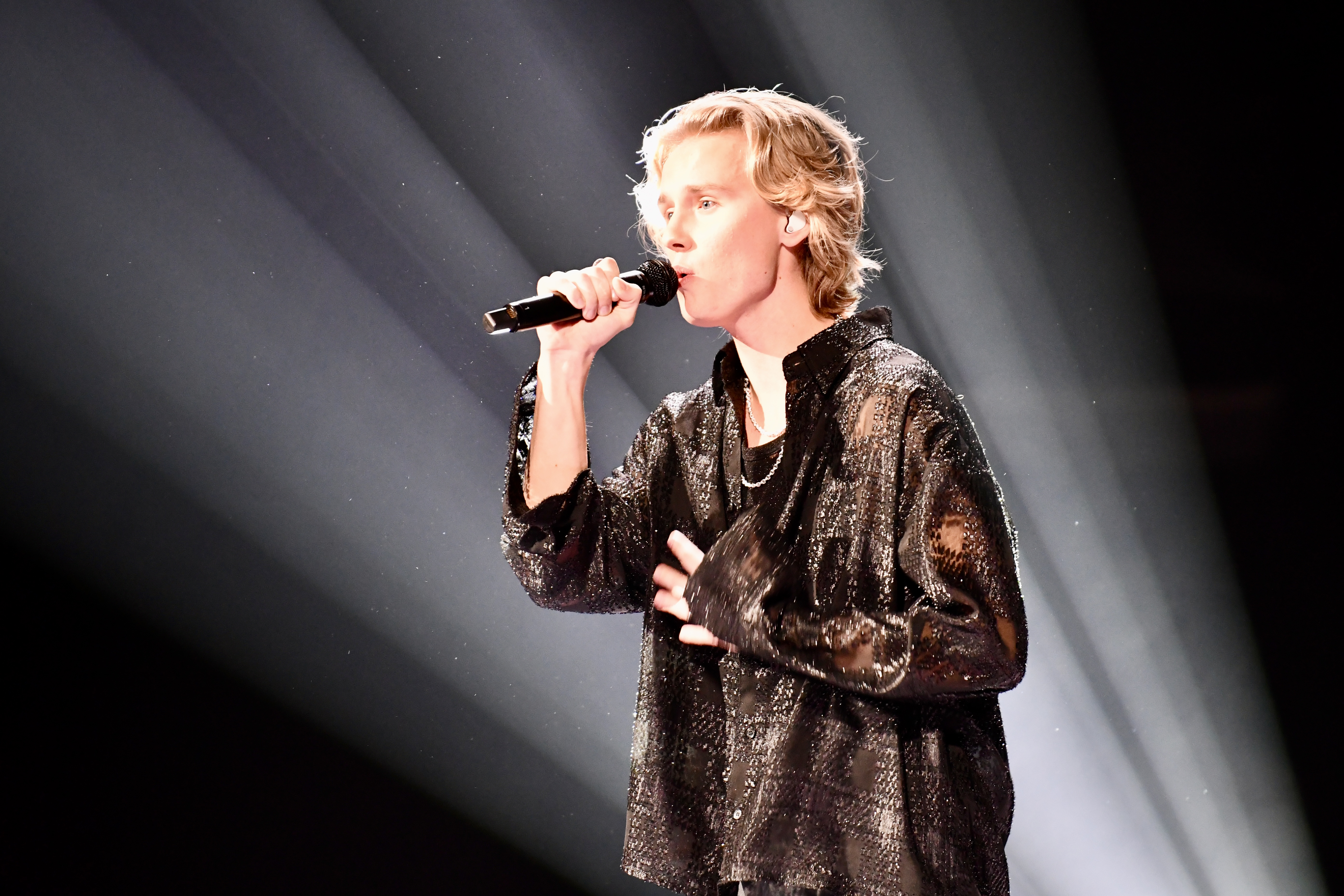
Адріан Макеус
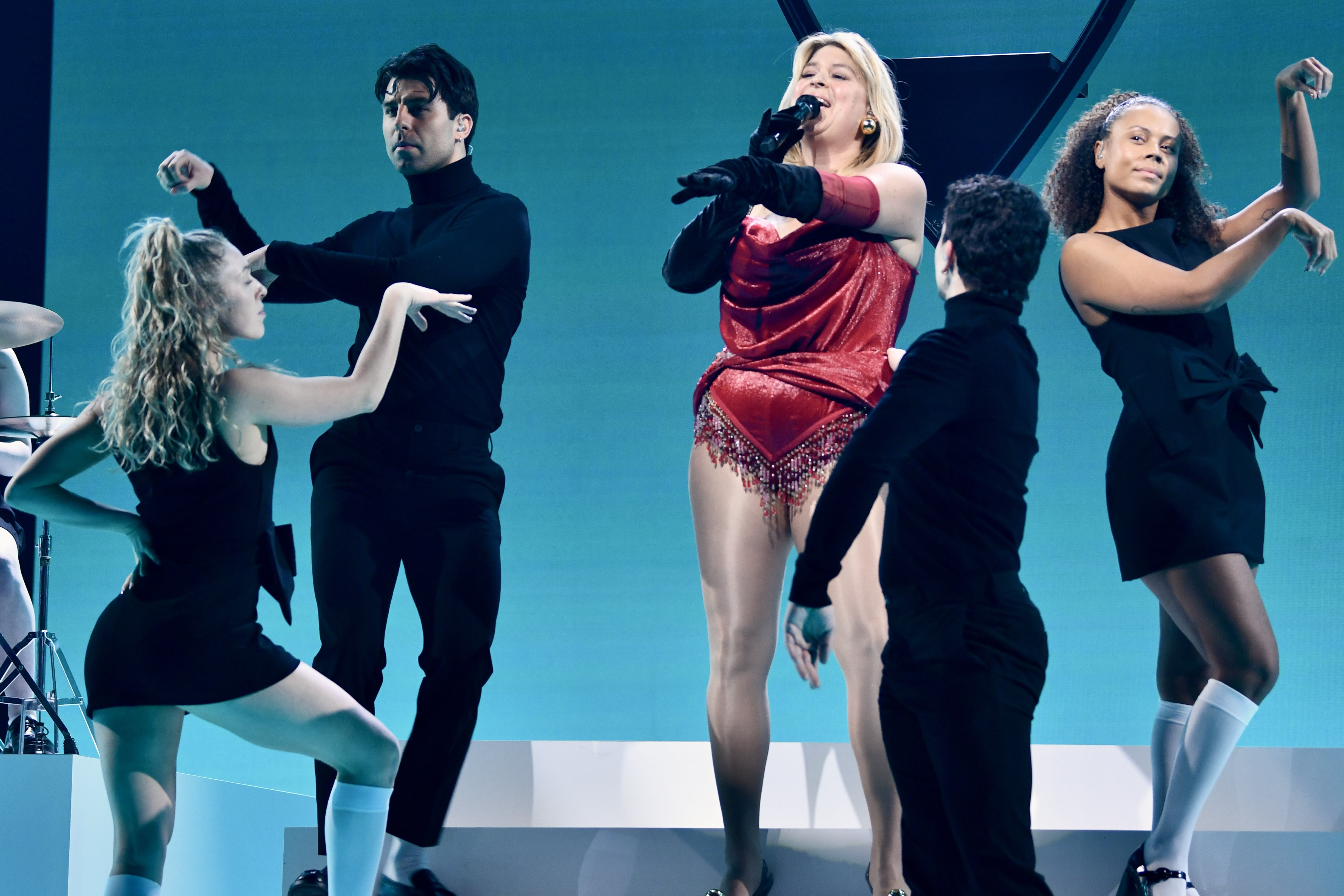
Ліннея Генрікссон

## Півфінал 2

### Результати
Другий півфінал відбувся 8 лютого 2025 року в місті Гетеборг на арені Скандинавіум.
     фінал      фінальна кваліфікація
| № | Учасник           | Пісня                           | Раунд 1   | Раунд 1 | Раунд 1 | Раунд 2   | Раунд 2    | Раунд 2 | Результат  |
| № | Учасник           | Пісня                           | Голоси    | Бали    | Місце   | Голоси    | Усі голоси | Місце   | Результат  |
| - | ----------------- | ------------------------------- | --------- | ------- | ------- | --------- | ---------- | ------- | ---------- |
| 1 | Nomi Tales        | «Funniest Thing»                | 987 656   | 30      | 5       | 516 379   | 1 504 035  | 3       | Вибула     |
| 2 | SCHLAGERZ         | «Don Juan»                      | 544 789   | 19      | 6       | 193 691   | 738 480    | 5       | Вибули     |
| 3 | Ерік Сегерcтедт   | «Show Me What Love Is»          | 1 339 899 | 86      | 1       | –         | –          | –       | Фінал      |
| 4 | Клара Гаммарстрем | «On and On and On»              | 1 528 183 | 83      | 2       | 1 053 759 | 2 581 942  | 1       | Фінал      |
| 5 | Фредрік Лундман   | «The Heart of a Swedish Cowboy» | 945 235   | 52      | 4       | 514 404   | 1 459 639  | 4       | Вибув      |
| 6 | Каліффа           | «Salute»                        | 1 072 881 | 42      | 3       | 612 155   | 1 685 036  | 2       | Фін. квал. |

### Галерея

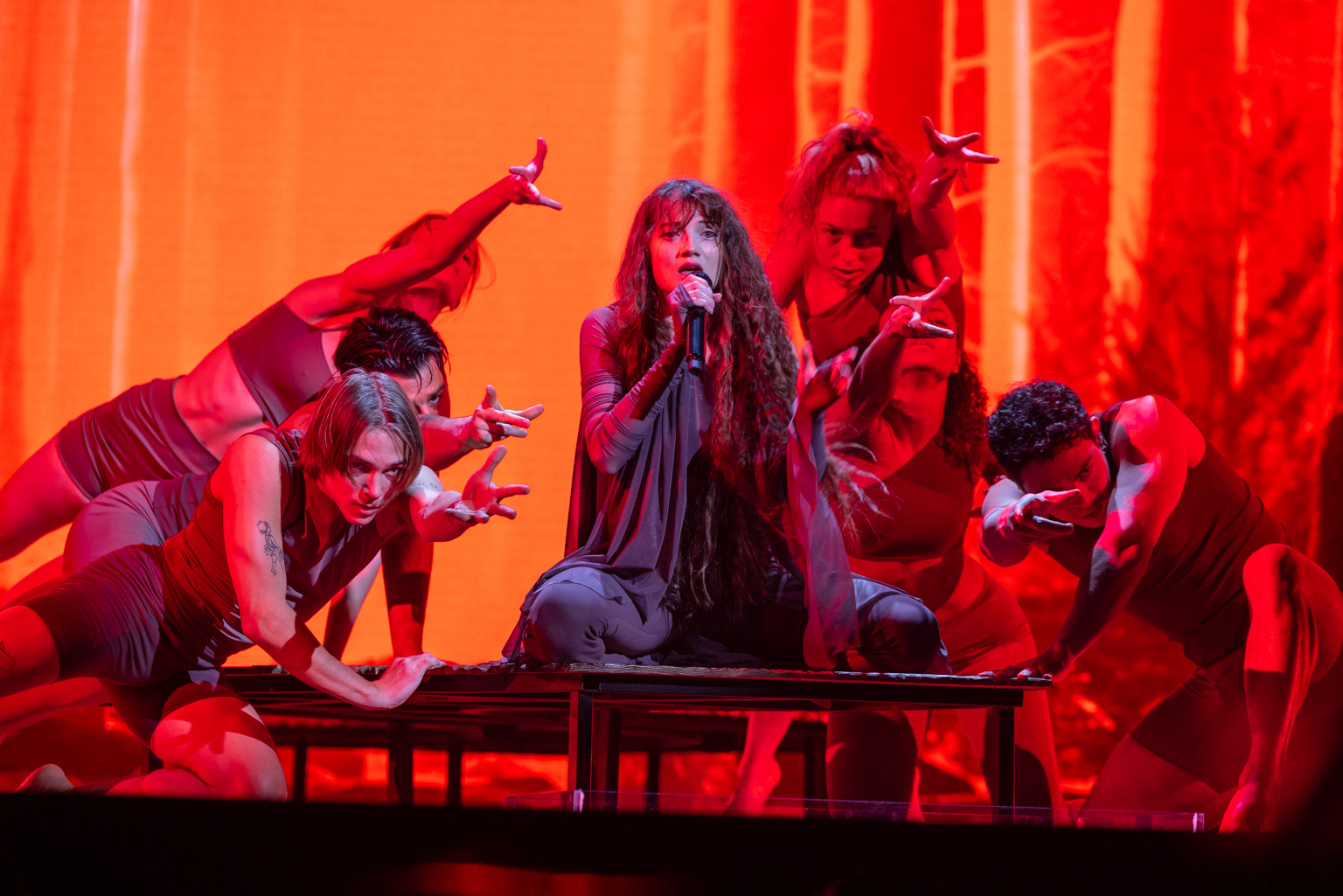
Nomi Tales
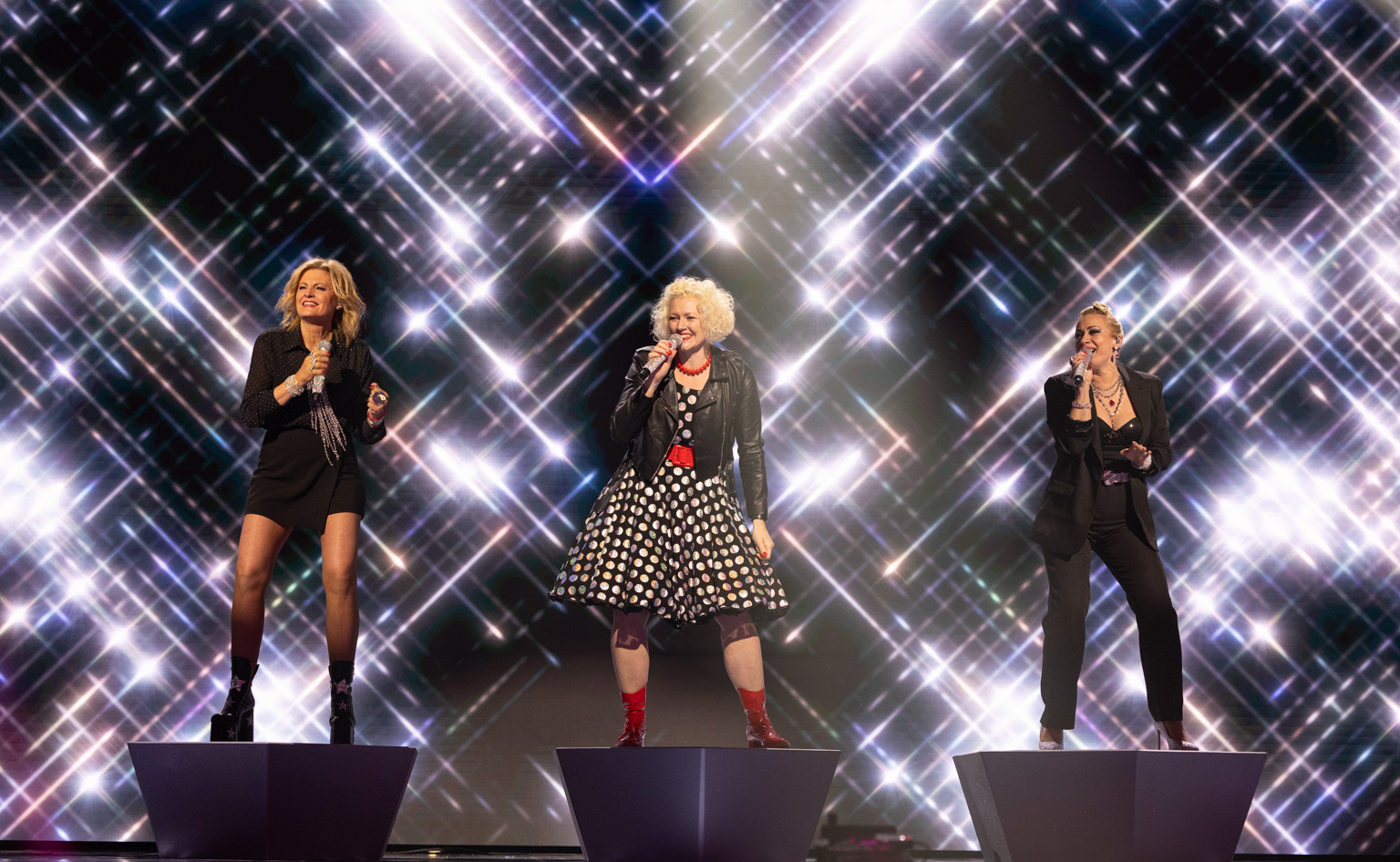
SCHLAGERZ
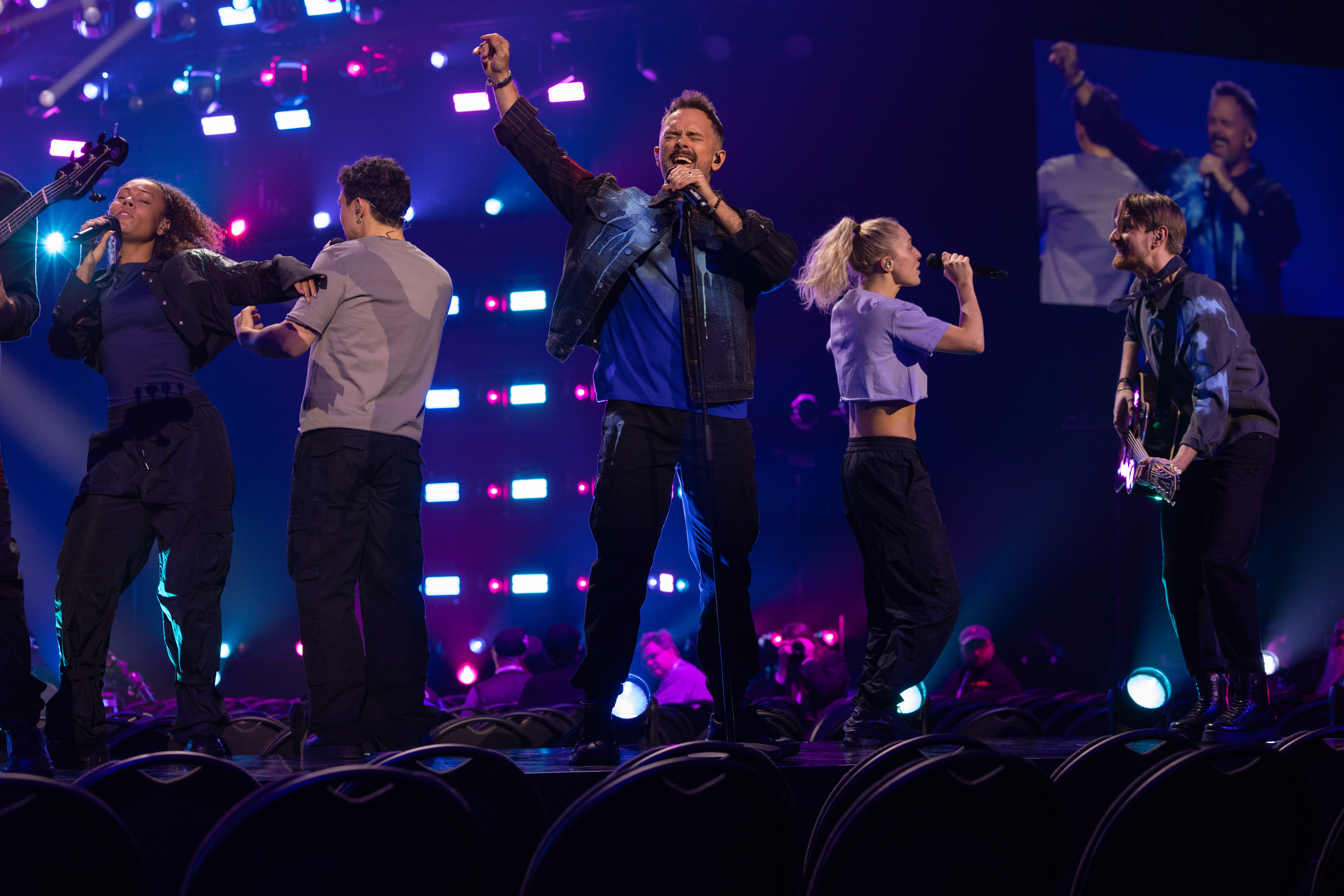
Ерік Сегерстедт
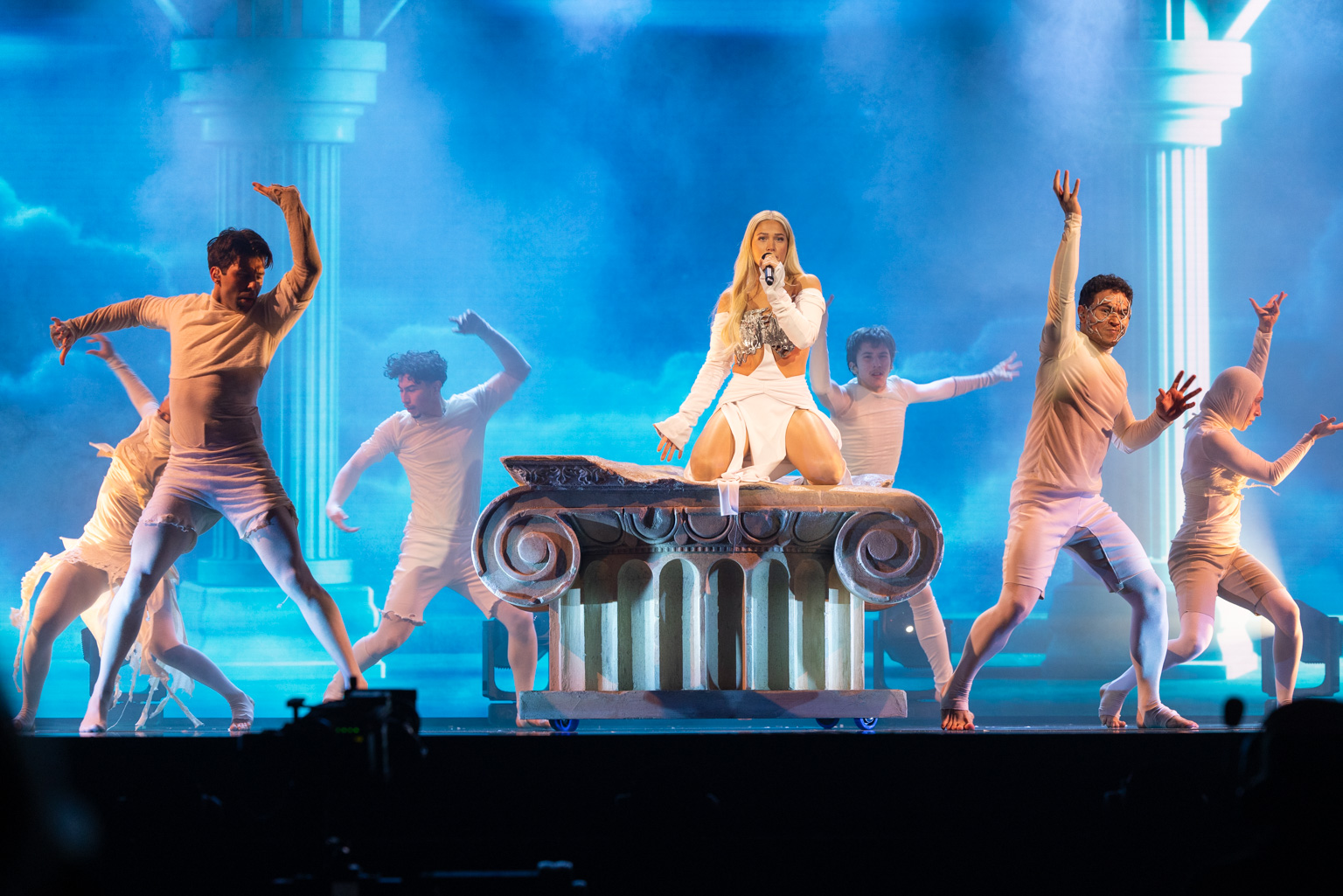
Клара Гаммарстрем
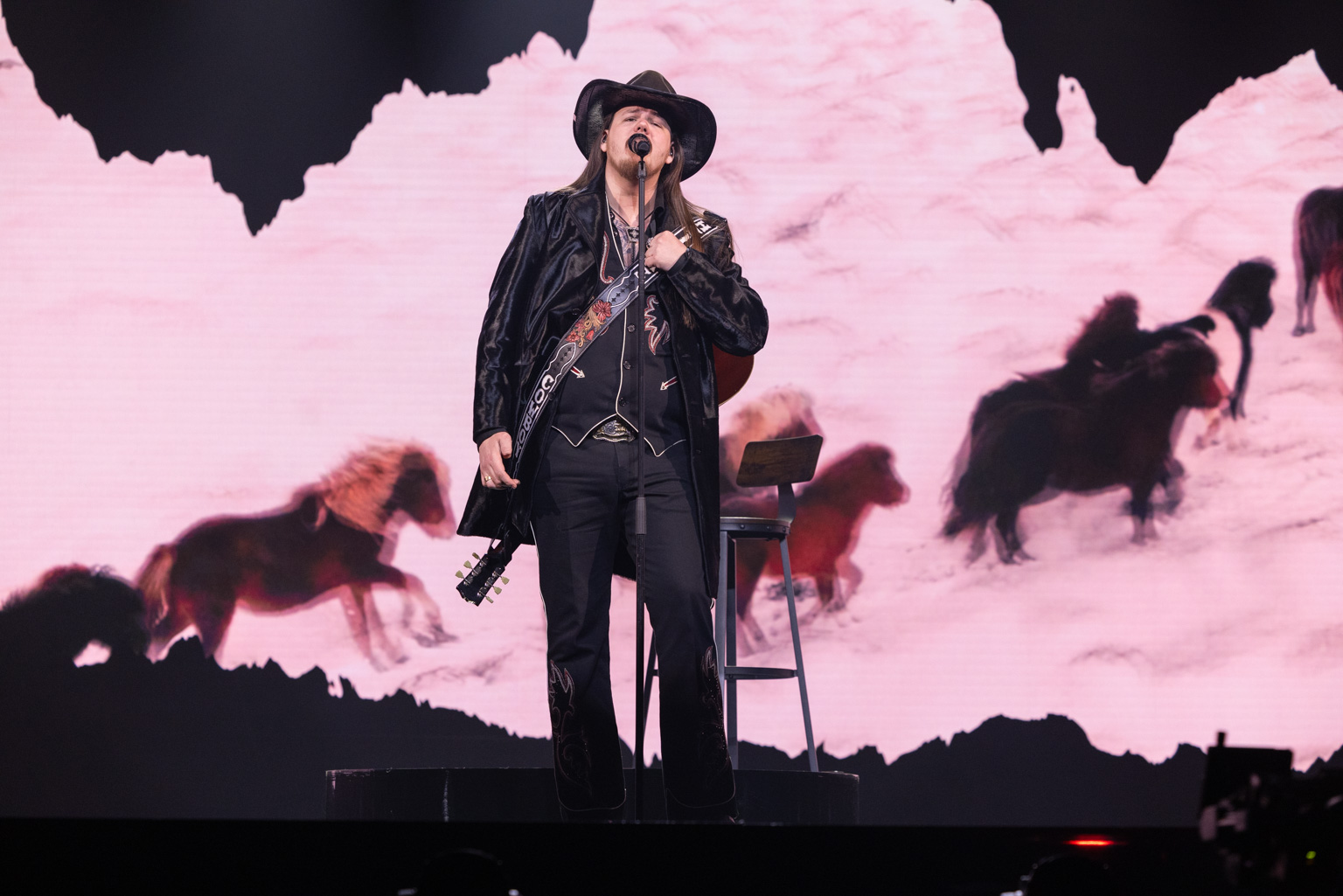
Фредрік Лундман
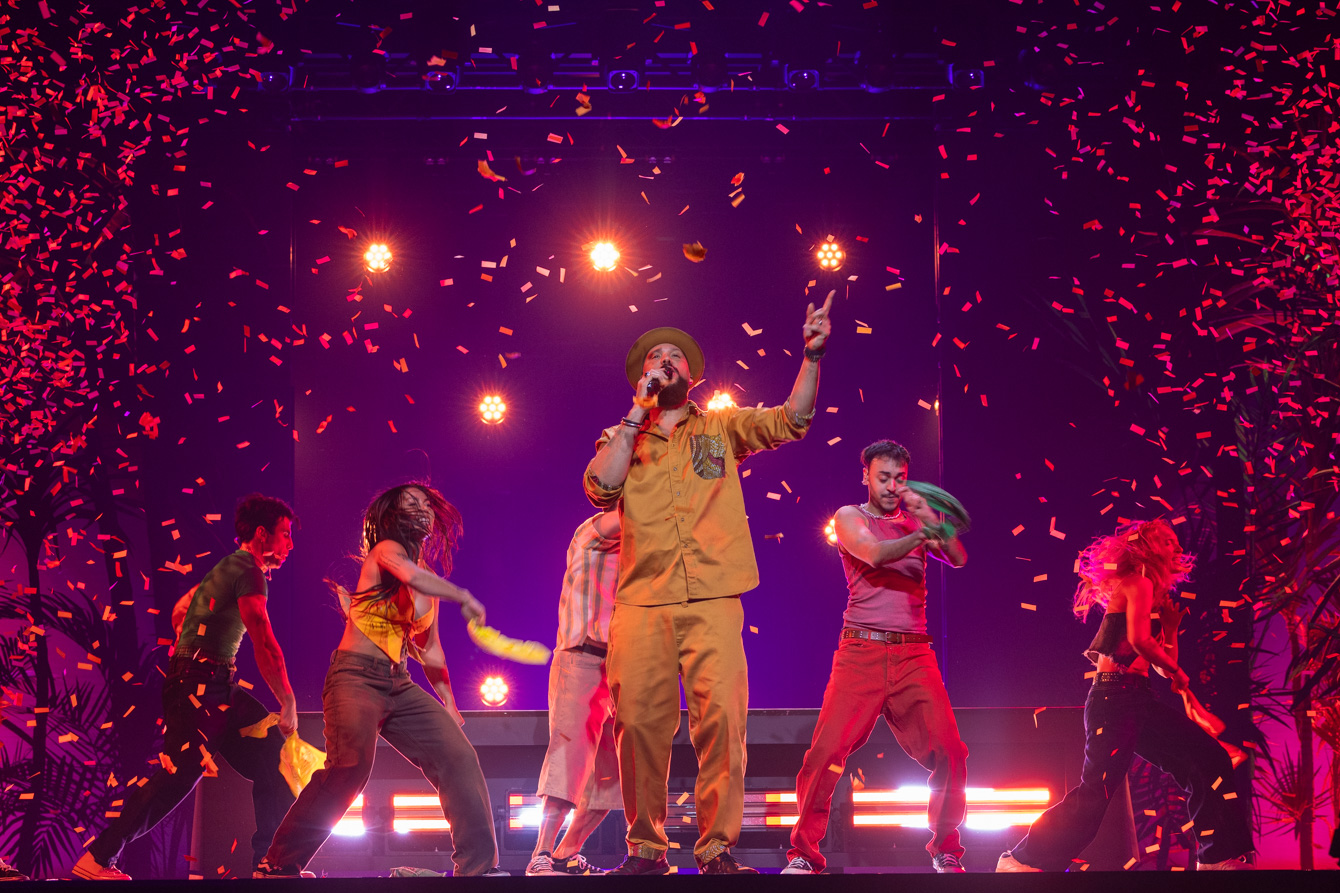
Каліффа

## Півфінал 3

### Результати
Третій півфінал відбувся 15 лютого 2025 року в місті Вестерос на ABB Arena.
     фінал      фінальна кваліфікація
| № | Учасник            | Пісня        | Раунд 1 | Раунд 1 | Раунд 2 | Раунд 2 | Раунд 2 | Результат  |
| № | Учасник            | Пісня        | Голоси  | Місце   | Голоси  | Бали    | Місце   | Результат  |
| - | ------------------ | ------------ | ------- | ------- | ------- | ------- | ------- | ---------- |
| 1 | Greczula           | «Believe Me» |         | 1       | –       | –       | –       | Фінал      |
| 2 | Малу Приц          | «24K Gold»   |         |         |         |         | 3       | Вибула     |
| 3 | Б'єрн Голмгрен     | «Rädda mig»  |         |         |         |         | 5       | Вибув      |
| 4 | Dolly Style        | «Yihaa»      |         |         |         |         | 2       | Фін. квал. |
| 5 | Ангеліно           | «Teardrops»  |         |         |         |         | 4       | Вибув      |
| 6 | Анніка Вікігальдер | «Life Again» |         |         |         |         | 1       | Фінал      |

### Галерея

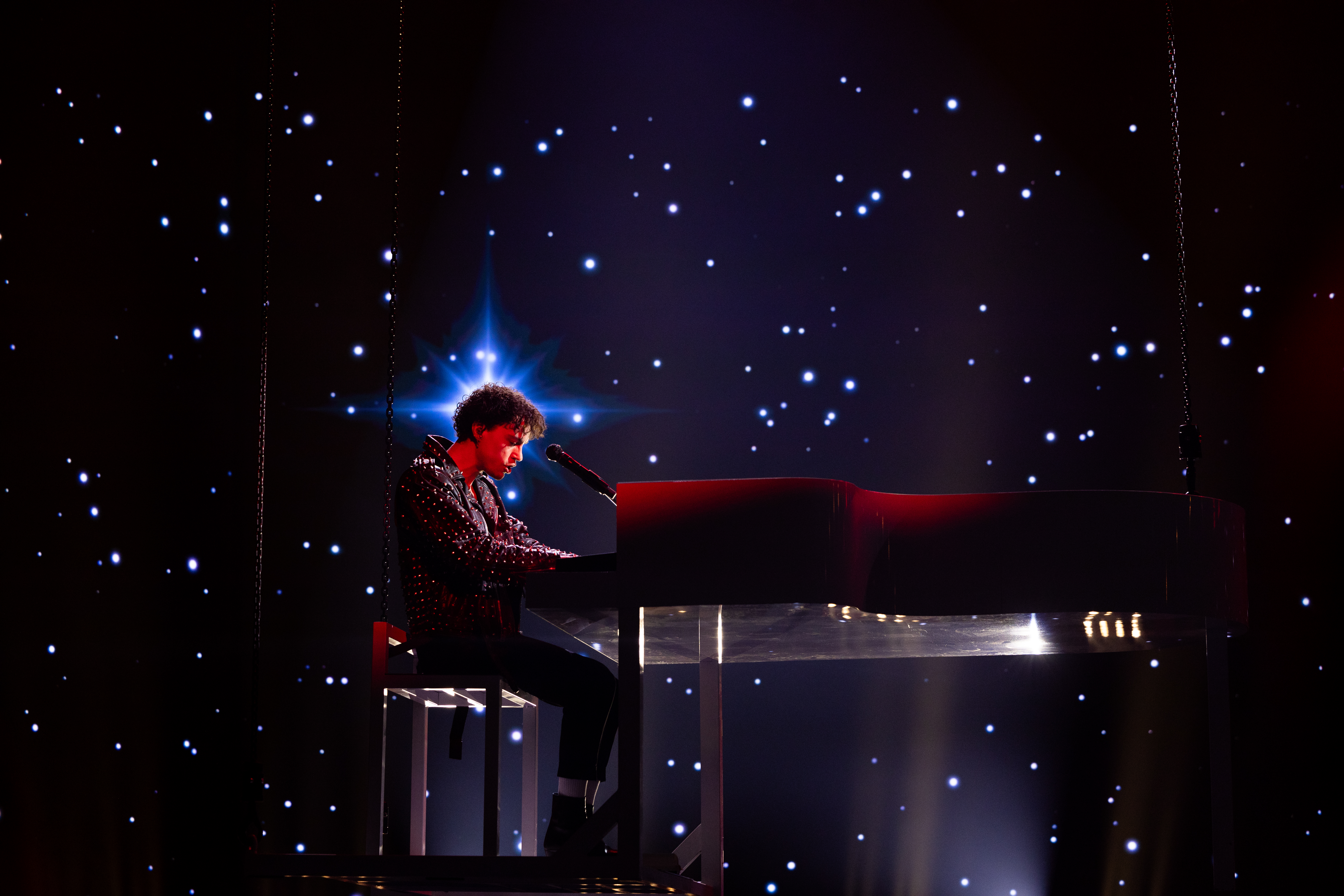
Greczula
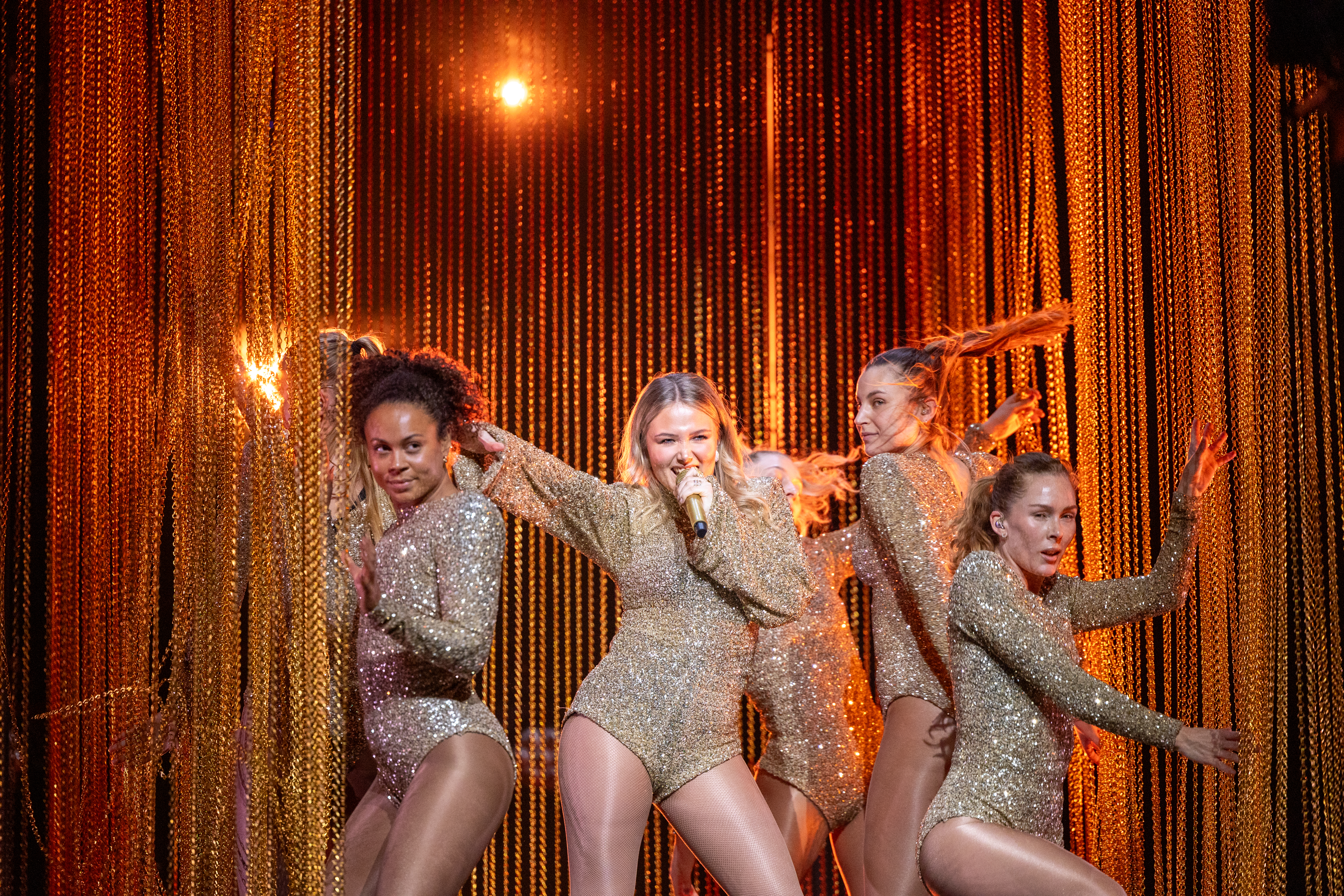
Малу Приц
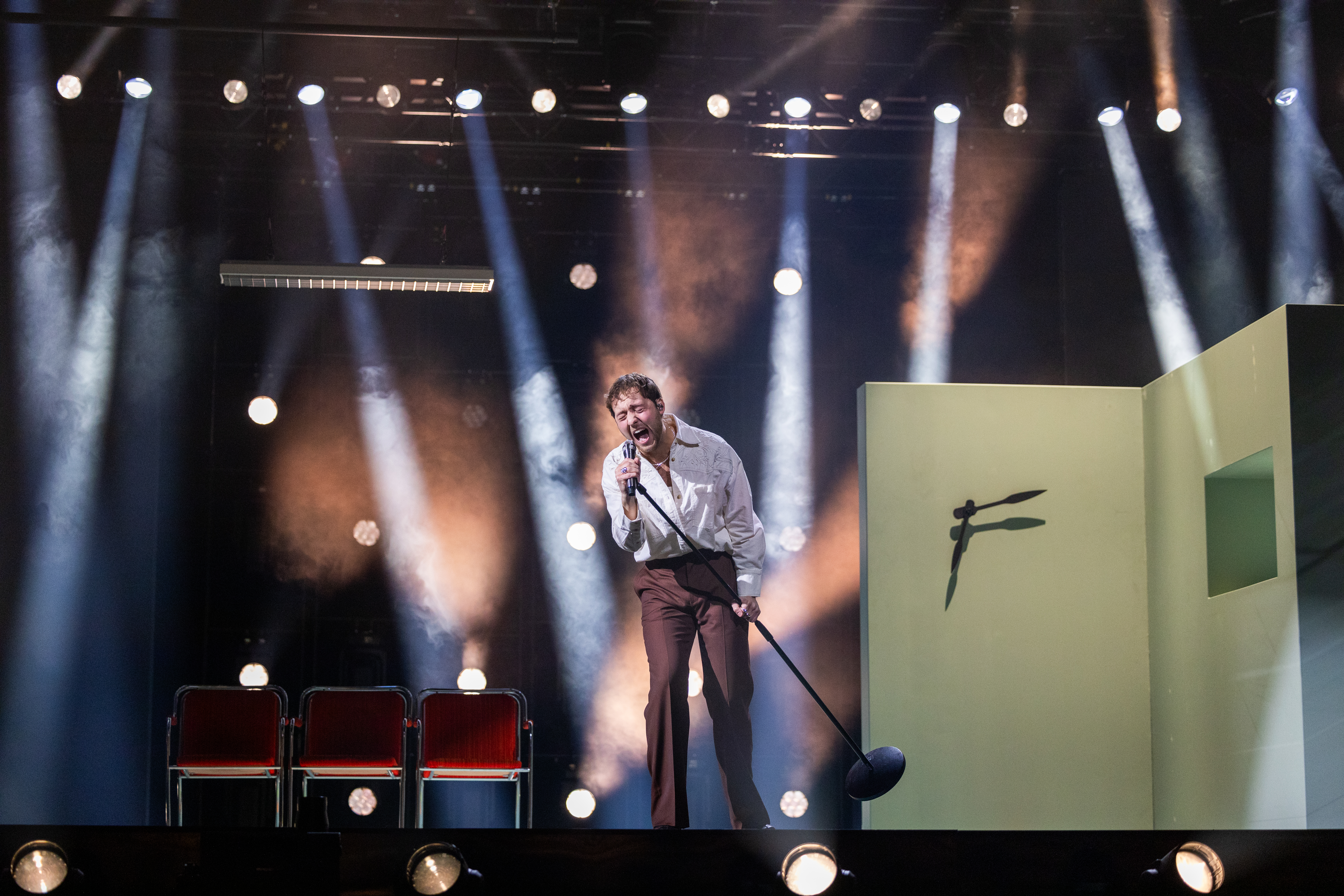
Б'єрн Голмгрен
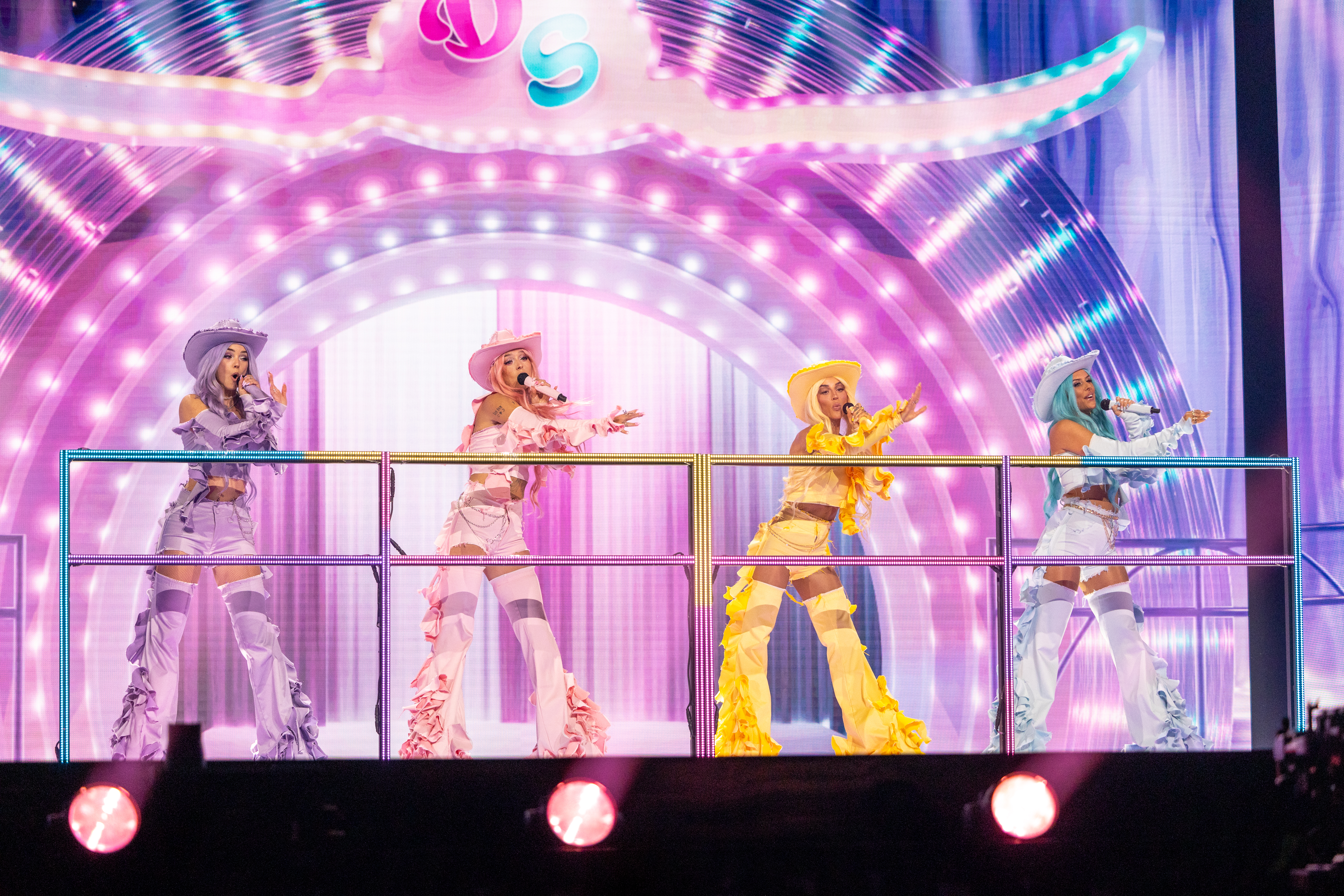
Dolly Style
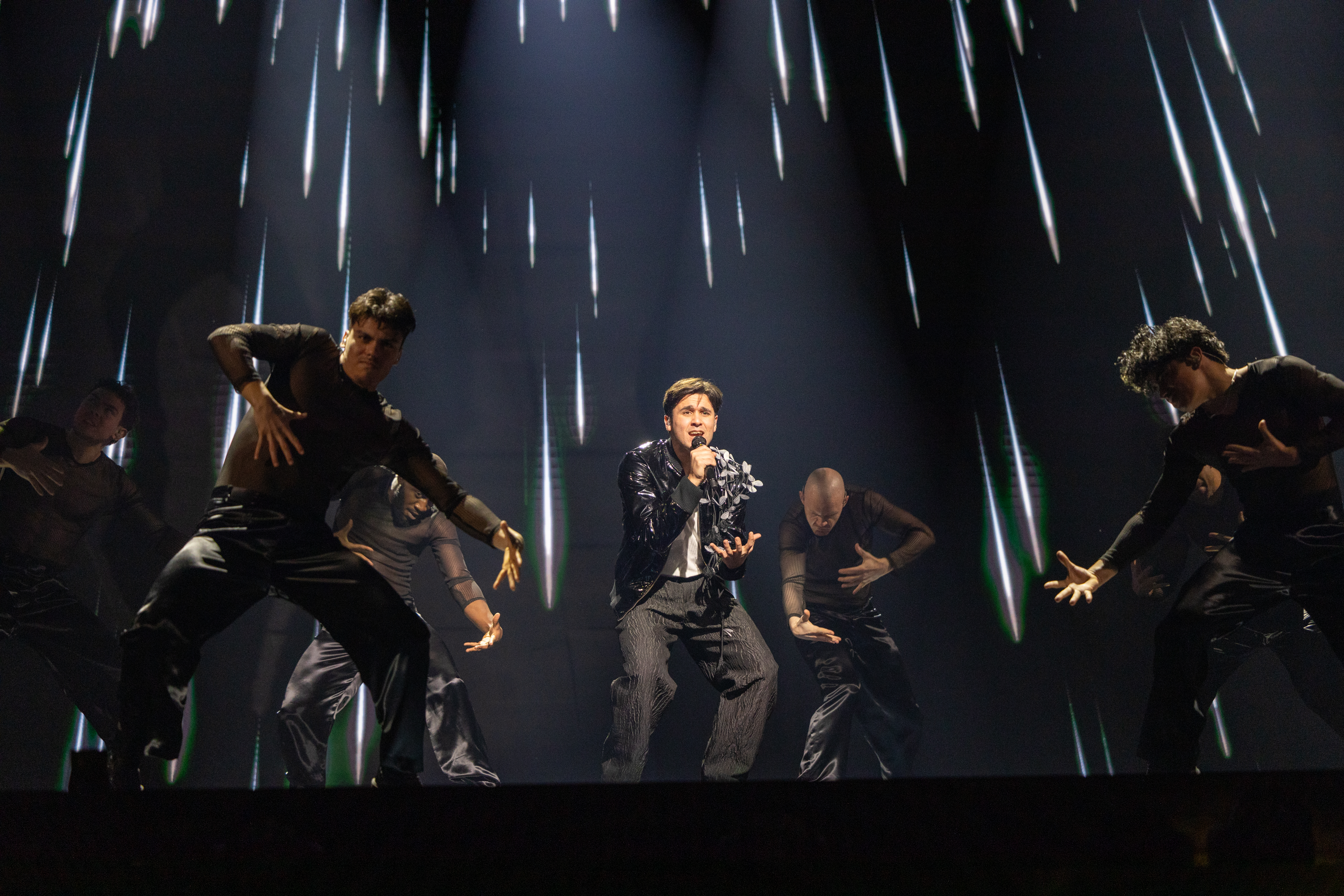
Ангеліно
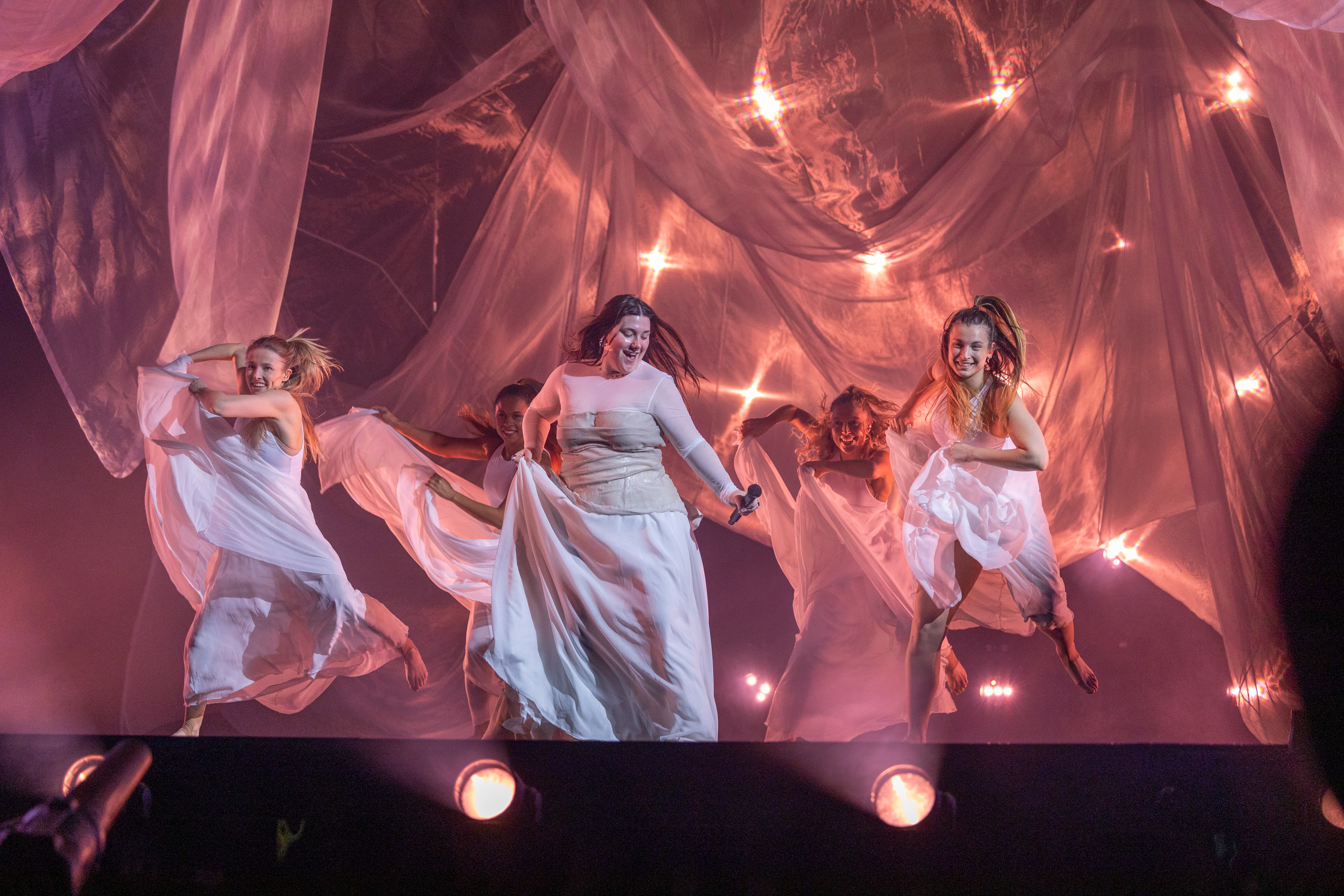
Анніка Вікігальдер

## Півфінал 4

### Результати
Четвертий півфінал відбувся 22 лютого 2025 року в місті Мальме на Мальме-Арені.
     фінал      фінальна кваліфікація
| № | Учасник           | Пісня               | Раунд 1 | Раунд 1 | Раунд 2 | Раунд 2 | Раунд 2 | Результат  |
| № | Учасник           | Пісня               | Голоси  | Місце   | Голоси  | Бали    | Місце   | Результат  |
| - | ----------------- | ------------------- | ------- | ------- | ------- | ------- | ------- | ---------- |
| 1 | Андреас Лундстедт | «Vicious»           |         |         |         |         | 3       | Вибув      |
| 2 | Елла Тірітіелло   | «Bara du är där»    |         |         |         |         | 2       | Фін. квал. |
| 3 | Tennessee Tears   | «Yours»             |         |         |         |         | 4       | Вибули     |
| 4 | KAJ               | «Bara bada bastu»   |         |         |         |         | 1       | Фінал      |
| 5 | AmenA             | «Do Good Be Better» |         |         |         |         | 5       | Вибула     |
| 6 | Монс Сельмерлев   | «Revolution»        |         | 1       | –       | –       | –       | Фінал      |

### Галерея

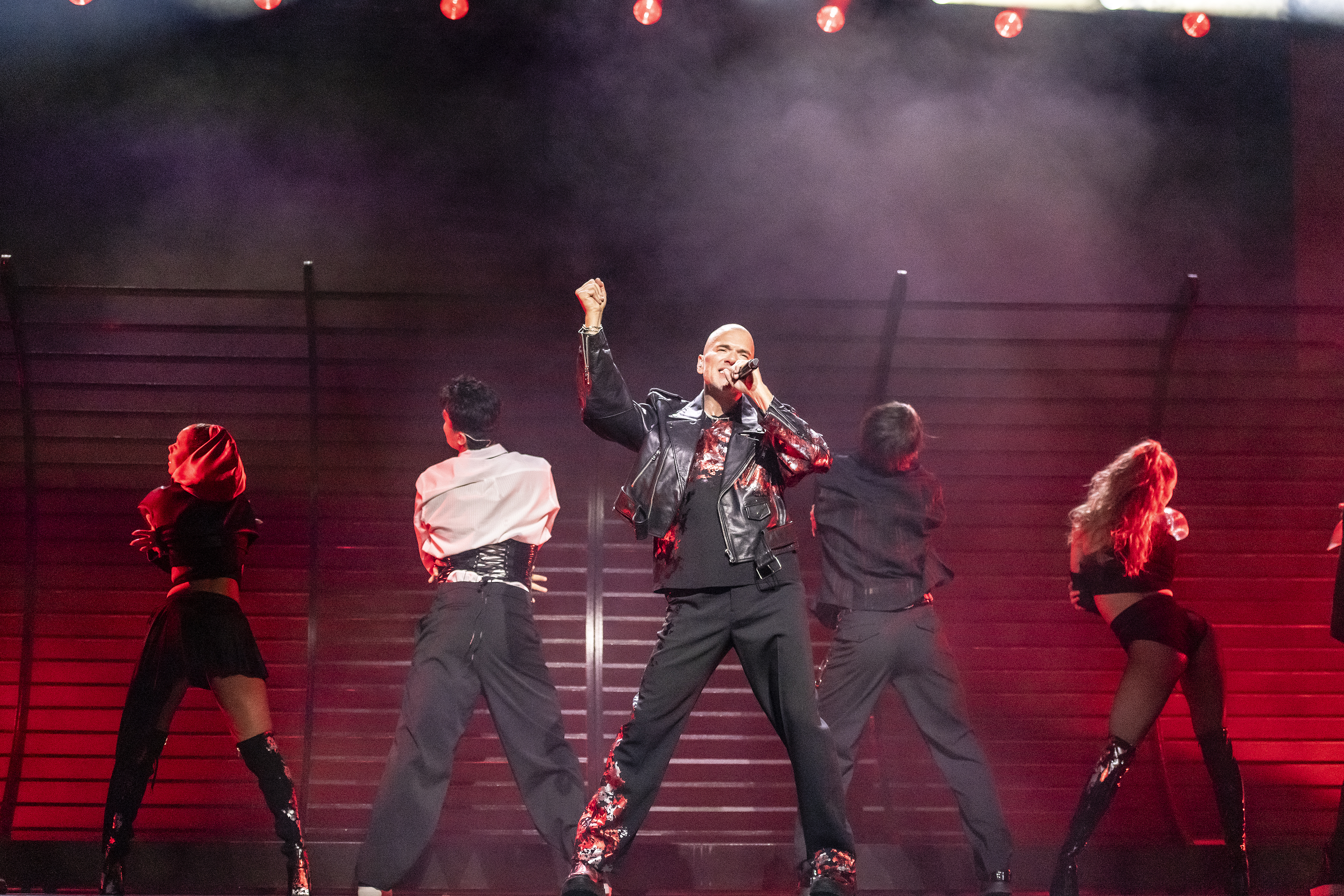
Андреас Лундстедт
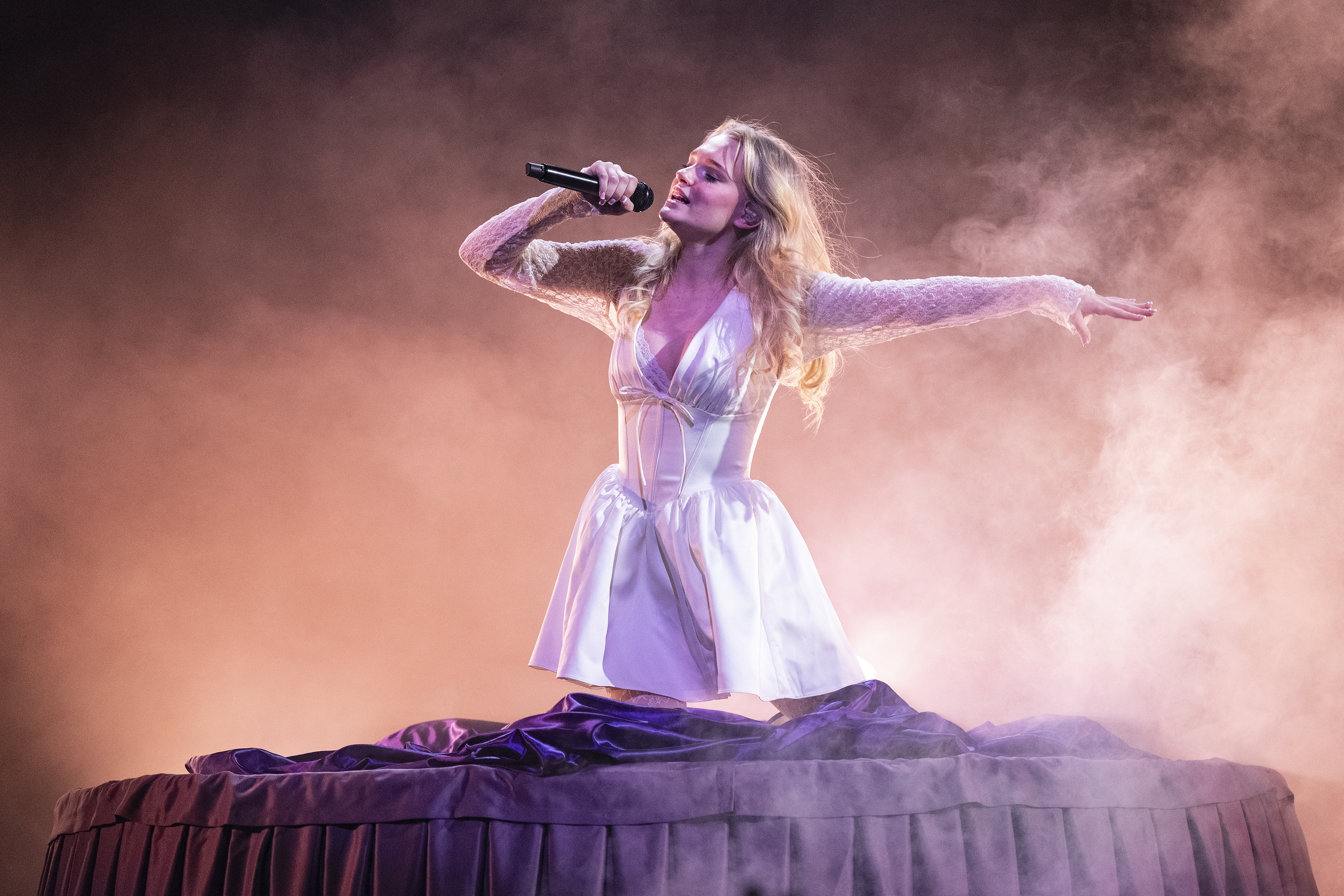
Елла Тірітіелло
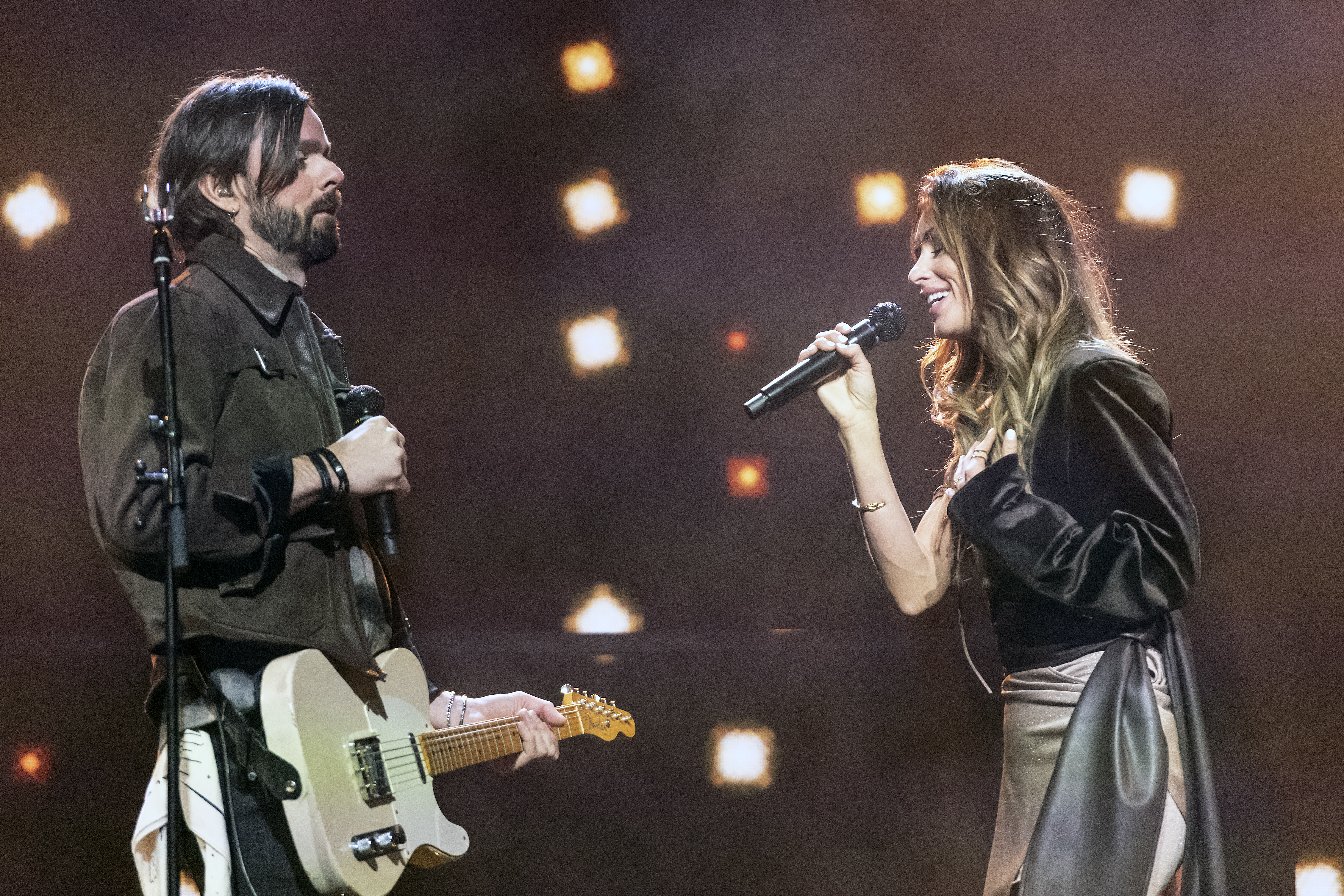
Tennessee Tears
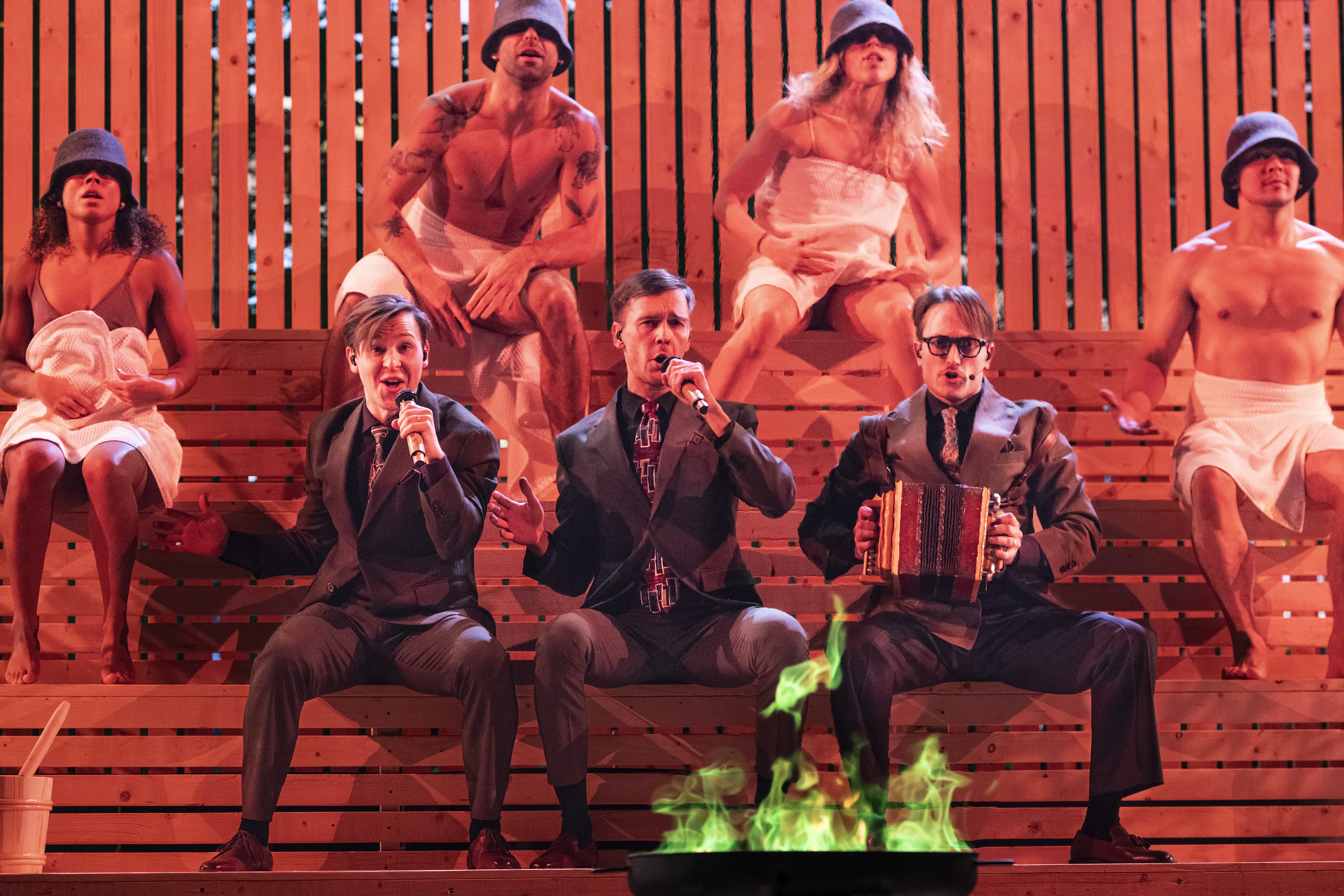
KAJ
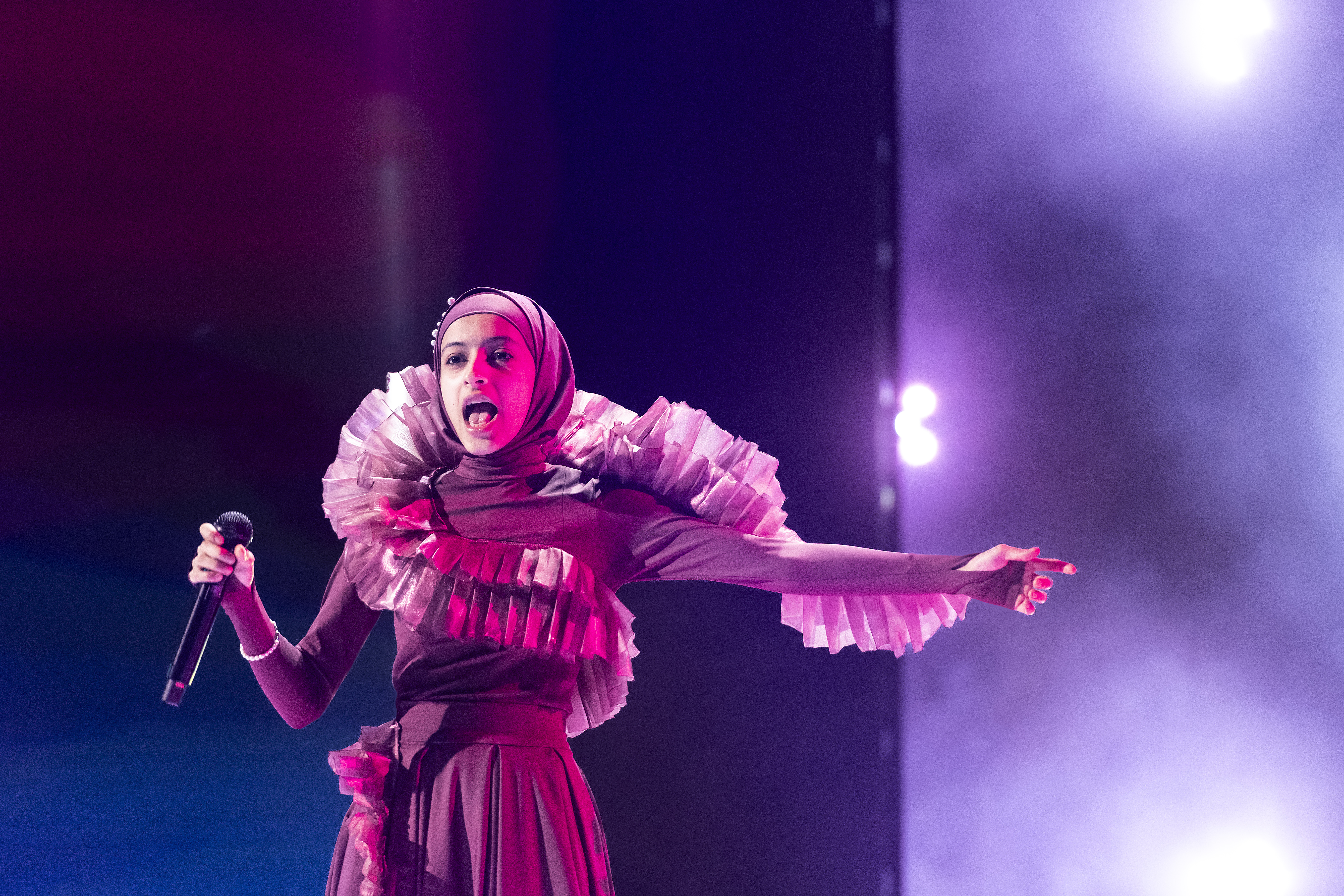
AmenA
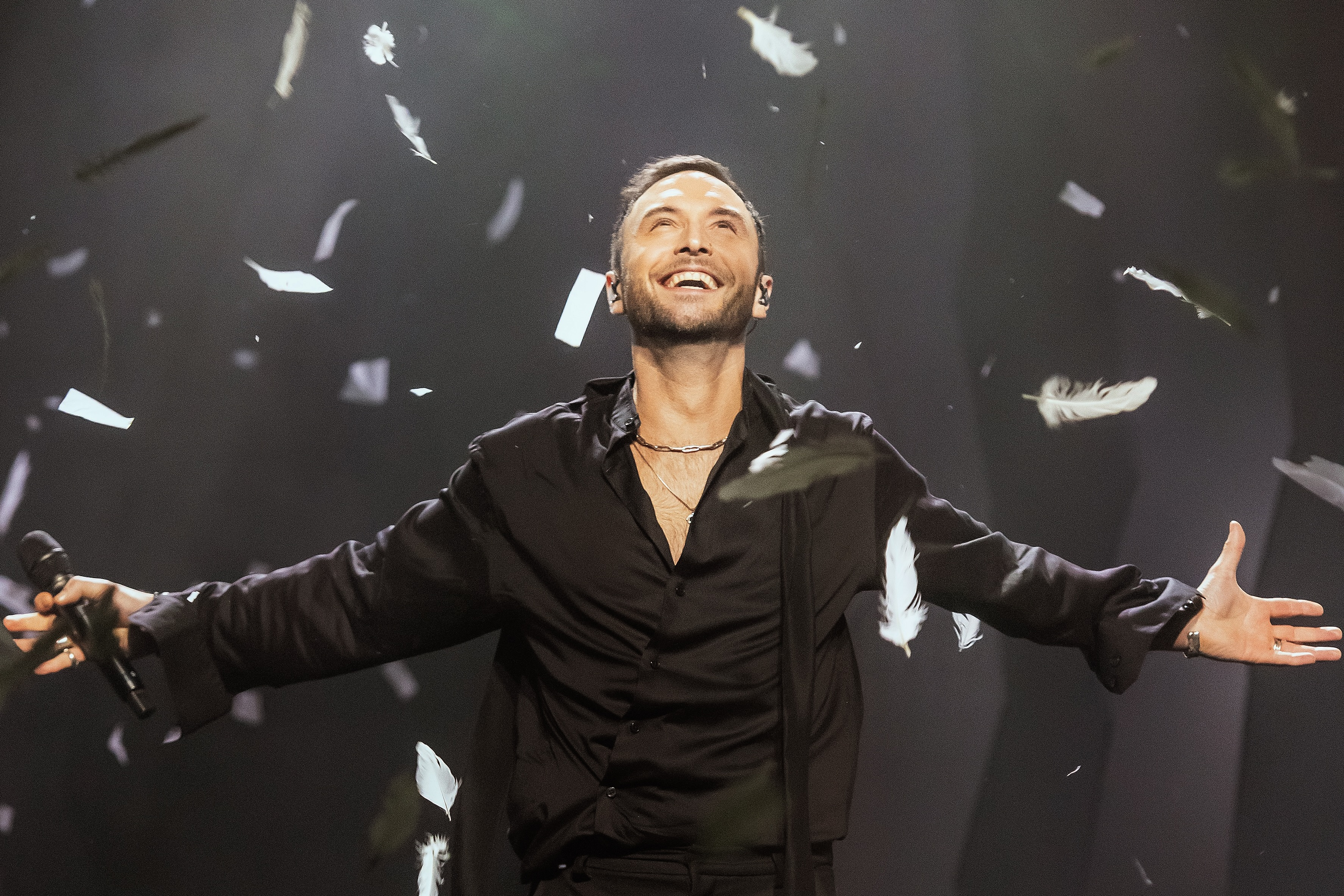
Монс Сельмерлев

## Півфінал 5

### Результати
П'ятий півфінал відбувся 1 березня 2025 року в місті Єнчепінг на арені Husqvarna Garden.
     фінал      фінальна кваліфікація
| № | Учасник             | Пісня                | Раунд 1 | Раунд 1 | Раунд 2 | Раунд 2 | Раунд 2 | Результат  |
| № | Учасник             | Пісня                | Голоси  | Місце   | Голоси  | Бали    | Місце   | Результат  |
| - | ------------------- | -------------------- | ------- | ------- | ------- | ------- | ------- | ---------- |
| 1 | Arvingarna          | «Ring baby ring»     |         |         |         |         | 4       | Вибули     |
| 2 | Arwin               | «This Dream of Mine» |         |         |         |         | 2       | Фін. квал. |
| 3 | Сага Людвігссон     | «Hate You So Much»   |         | 1       | –       | –       | –       | Фінал      |
| 4 | Вікторія Сільвстедт | «Love It!»           |         |         |         |         | 5       | Вибула     |
| 5 | Вільгельм Бухаус    | «I'm Yours»          |         |         |         |         | 3       | Вибув      |
| 6 | Scarlet             | «Sweet n' Psycho»    |         |         |         |         | 1       | Фінал      |

## Фінальна кваліфікація

### Результати
Фінальна кваліфікація відбулася 1 березня 2025 року в місті Єнчепінг на арені Husqvarna Garden одразу після п'ятого півфіналу. У фінальній кваліфікації взяли участь 5 пісень – ті, що посіли треті місця в кожному з півфіналів. З них одна пісня, яка мала найкращий результат у півфіналах, одразу потрапила до фіналу, а другу пісню обрали глядачі.
     фінал
| Учасники        | Пісня                | Півфінали | Півфінали | Півфінали | Півфінали | Фін. квал. | Фін. квал. | Сума | Місце | Рез.   |
| Учасники        | Пісня                | Голоси    | Коеф.     | Бали      | Місце     | Голоси     | Бали       | Сума | Місце | Рез.   |
| --------------- | -------------------- | --------- | --------- | --------- | --------- | ---------- | ---------- | ---- | ----- | ------ |
| Мейра Омар      | «Hush Hush»          |           |           | 210       | 2         |            | 306        | 516  | 1     | Фінал  |
| Каліффа         | «Salute»             |           |           | 197       | 3         |            | 150        | 347  | 3     | Вибув  |
| Dolly Style     | «Yihaa»              |           |           | 215       | 1         | –          | –          | –    | –     | Фінал  |
| Елла Тірітіелло | «Bara du är där»     |           |           | 184       | 5         |            | 195        | 379  | 2     | Вибула |
| Arwin           | «This Dream of Mine» |           |           | 194       | 4         |            | 149        | 343  | 4     | Вибув  |

## Фінал

### Результати
Фінал відбувся 8 березня 2025 року в місті Стокгольм на Френдз-Арені. У ньому змагалися 12 пісень.
| №  | Учасники           | Пісня                  | Бали | Місце | Журі | Теле/додаток | Теле/додаток |
| №  | Учасники           | Пісня                  | Бали | Місце | Журі | Бали         | Голоси       |
| -- | ------------------ | ---------------------- | ---- | ----- | ---- | ------------ | ------------ |
| 1  | Йон Лундвік        | «Voice of the Silent»  | 74   | 6     | 49   | 25           | 1,578,564    |
| 2  | Dolly Style        | «Yihaa»                | 75   | 5     | 48   | 27           | 2,011,149    |
| 3  | Greczula           | «Believe Me»           | 103  | 3     | 47   | 56           | 2,696,753    |
| 4  | Клара Гаммарстрем  | «On and On and On»     | 77   | 4     | 34   | 43           | 2,461,721    |
| 5  | Scarlet            | «Sweet n' Psycho»      | 64   | 7     | 31   | 33           | 1,943,638    |
| 6  | Ерік Сегерстедт    | «Show Me What Love Is» | 51   | 9     | 24   | 27           | 1,615,974    |
| 7  | Мая Іварссон       | «Kamikaze Life»        | 32   | 11    | 2    | 30           | 1,435,634    |
| 8  | Мейра Омар         | «Hush Hush»            | 50   | 10    | 26   | 24           | 1,901,356    |
| 9  | Монс Сельмерлев    | «Revolution»           | 157  | 2     | 76   | 81           | 3,278,385    |
| 10 | Сага Людвігссон    | «Hate You So Much»     | 27   | 12    | 17   | 10           | 1,472,693    |
| 11 | Анніка Вікігальдер | «Life Again»           | 54   | 8     | 36   | 18           | 1,370,687    |
| 12 | KAJ                | «Bara bada bastu»      | 164  | 1     | 74   | 90           | 4,305,774    |